# 辽宁省
辽宁省，简称辽，舊稱奉天省，是中华人民共和国东北地区的省份，省會位于沈阳市。省政府駐沈阳市皇姑区北陵大街45号。
辽宁省东北与吉林省接壤，西北与内蒙古自治区为邻，西南与河北省毗连，是连接华北地区与中国东北地区的要道。辽宁省东南以鸭绿江为界河与朝鲜隔江相望，南临黄海和渤海。辽宁在自古以來便是通往关外的軍事要隘，也是將辽东地区聯繫内蒙古通向歐亞國家為交通上所必經之要道。是环渤海经济区的重要组成部分。

## 历史

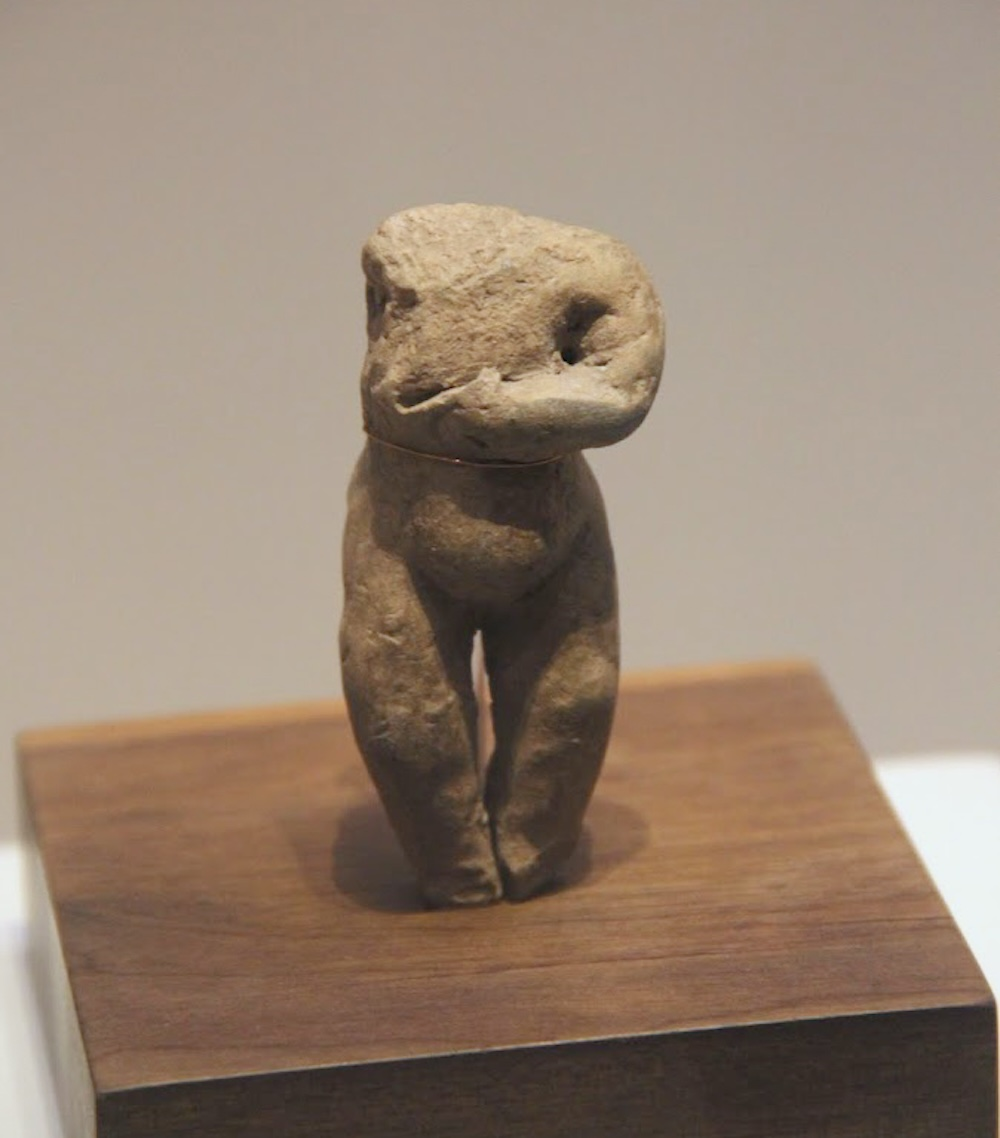
喀左县东山嘴遗址出土的红山文化孕妇陶塑像，学者认为体现了女神崇拜

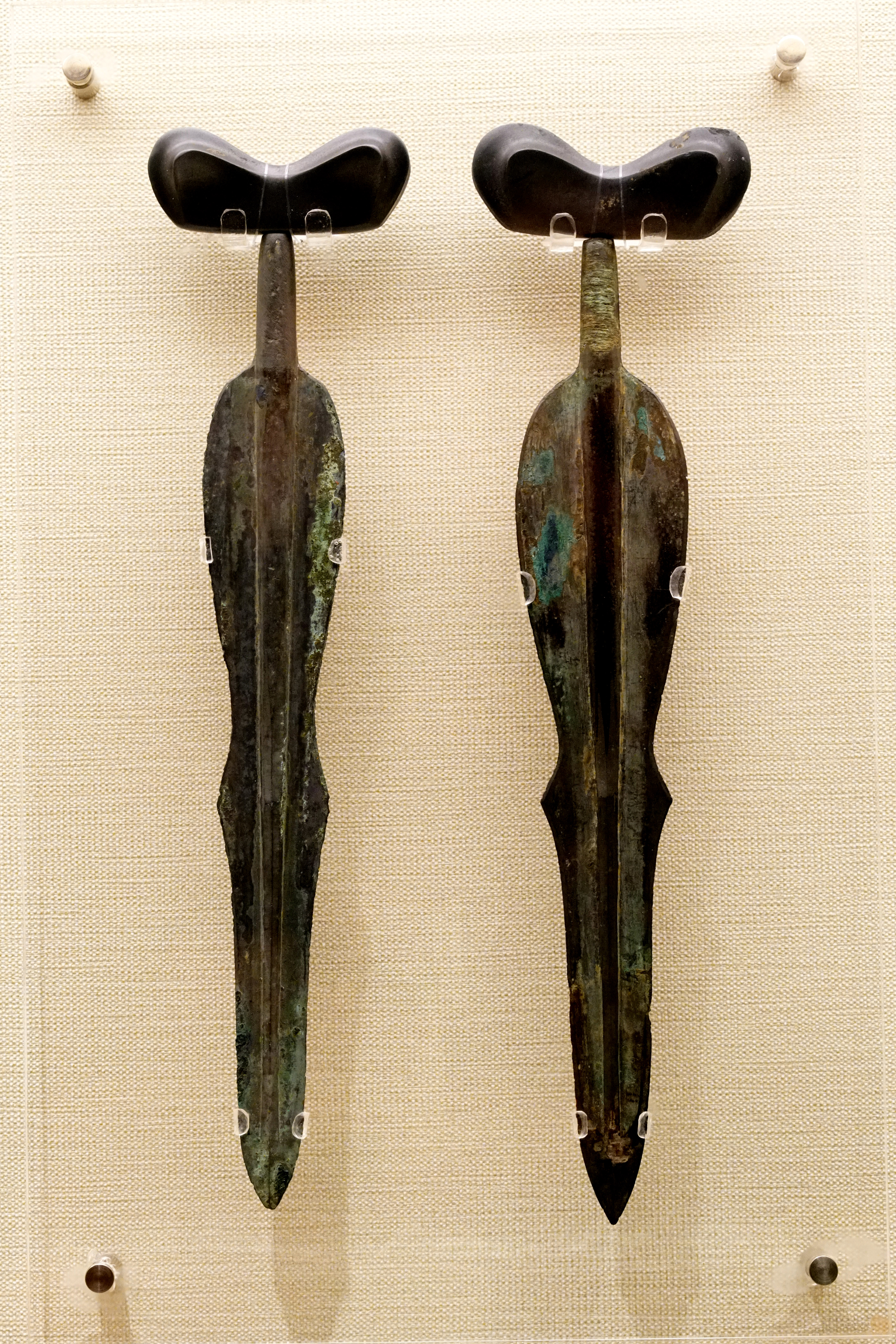
朝阳市出土的辽宁式铜剑，又称琵琶形铜剑

### 史前至秦汉
营口出土的金牛山文化表明早在28万年前，辽宁省就有人类在此活动。辽宁在春秋战国时期为燕地。秦始皇统一六国之后，又在此地建立了辽东、辽西、右北平郡。西汉时隶属于幽州，增设玄菟郡。东汉增设辽东属国。

### 魏晋南北朝

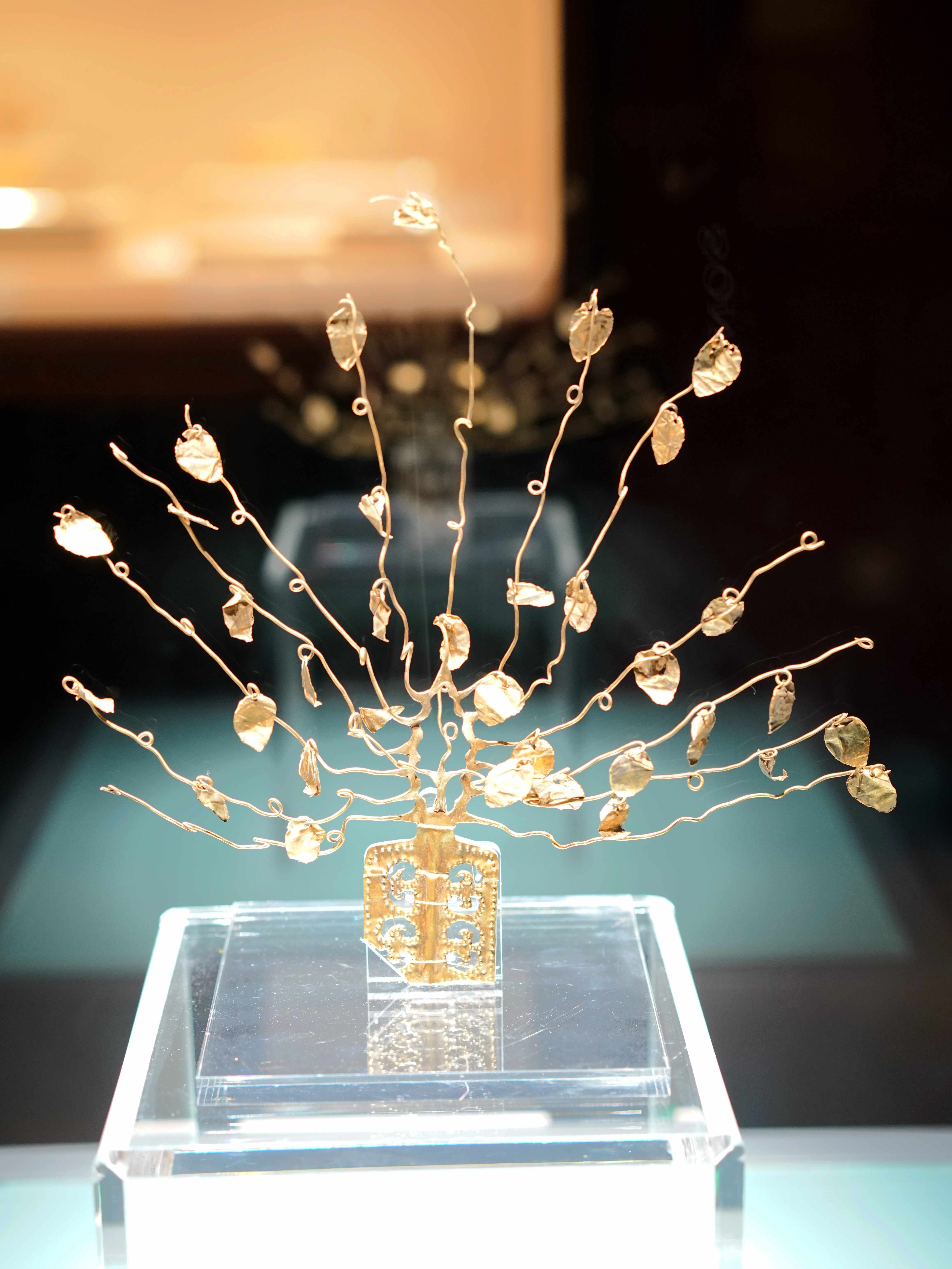
北票市出土的慕容鲜卑花树状金步摇

三国时襄平城公孫延家族镇守辽宁和朝鲜半岛。经过公孫延、公孫度、公孫康、公孫恭、公孫淵五代人的经营辽东，不斷開闢疆土，東伐高句麗，西擊烏丸，北伐扶余，越海攻東萊。領土擴張後分割遼東郡，辽东王公孙家族238年春被司馬懿和高句麗王高位宫降服，纳入魏国直属版图。
西晋属于平州。东晋时，晋朝官方宣称被营州所管辖，而实际上五胡乱华后相继存在了前赵，后赵，前燕，前秦，后燕，北燕等政权管辖。在北魏统一北方（除了辽东以北）前比较有影响力的大国有前燕，前秦，其中前燕定都龍城（今遼寧省朝陽市），龍城相继成为后燕，北燕的首都，后成为北魏的重要军事重镇。
337年，鲜卑人慕容廆子慕容皝于大棘城（今辽宁义县西北）称燕王，建燕国，史称前燕。342年迁都龙城，东破辽宁东部的高句丽，鲜卑宇文部及夫余。前燕成为当时一个重要的国家，与前秦，东晋鼎足三分。
397年，魏鲜卑人拓跋圭攻击后燕都中山（今河北省定州）。燕王慕容宝逃往龙城。409年，原后燕将领汉人冯跋自称燕天王，仍以燕为国号，都龙城，史称北燕。436年四月，北魏大军又攻龙城。五月，冯弘在高句丽军保护下率龙城官员百姓东渡辽水，迁至盖州。北魏军入占龙城，北燕亡。404年，辽东被高句丽所据。

### 隋唐五代
隋朝为辽东郡、柳城郡、燕郡。唐朝属河北道。貞觀十七年（643年），高句丽与百济联合攻打唐的友邦新罗，新罗请唐援。唐太宗便以此下令攻打辽东。贞观十九年（645年），李勣率军从陆路，张亮率舟师从水路，兵分两路进攻高句丽，唐太宗亲自到辽东建安城前线督战。唐军攻下辽东后，接着攻打安市城（今辽宁海城），自六月二日至九月十八，历时三月没有攻下。唐高宗時期，668年高句丽被唐朝灭后，唐分其境为九都督府、四十二州、一百县，并于平壤设安东都护府以统之，任命右威卫大将军薛仁贵为检校安东都护，领兵二万镇守其地，试图控制朝鲜半岛。但遭到了统一新罗的反击。新罗拥立投降的渊净土的儿子安胜为高句丽王（史称报德王），赏赐金姓。并协助高句丽移民策动叛乱。经过数年的反唐战争， 新罗最终控制朝鲜半岛大同江以南地区。大同江以北则由唐和后来崛起的渤海国占据。唐玄宗天宝十四载十一月甲子日（755年12月16日星期二），身兼范阳、平卢、河东三节度使的安禄山在范阳起兵，史稱安史之亂。
五代时辽宁地渐渐被南下的契丹占领，后唐后成为辽朝的核心部分及发源地。

### 辽金元

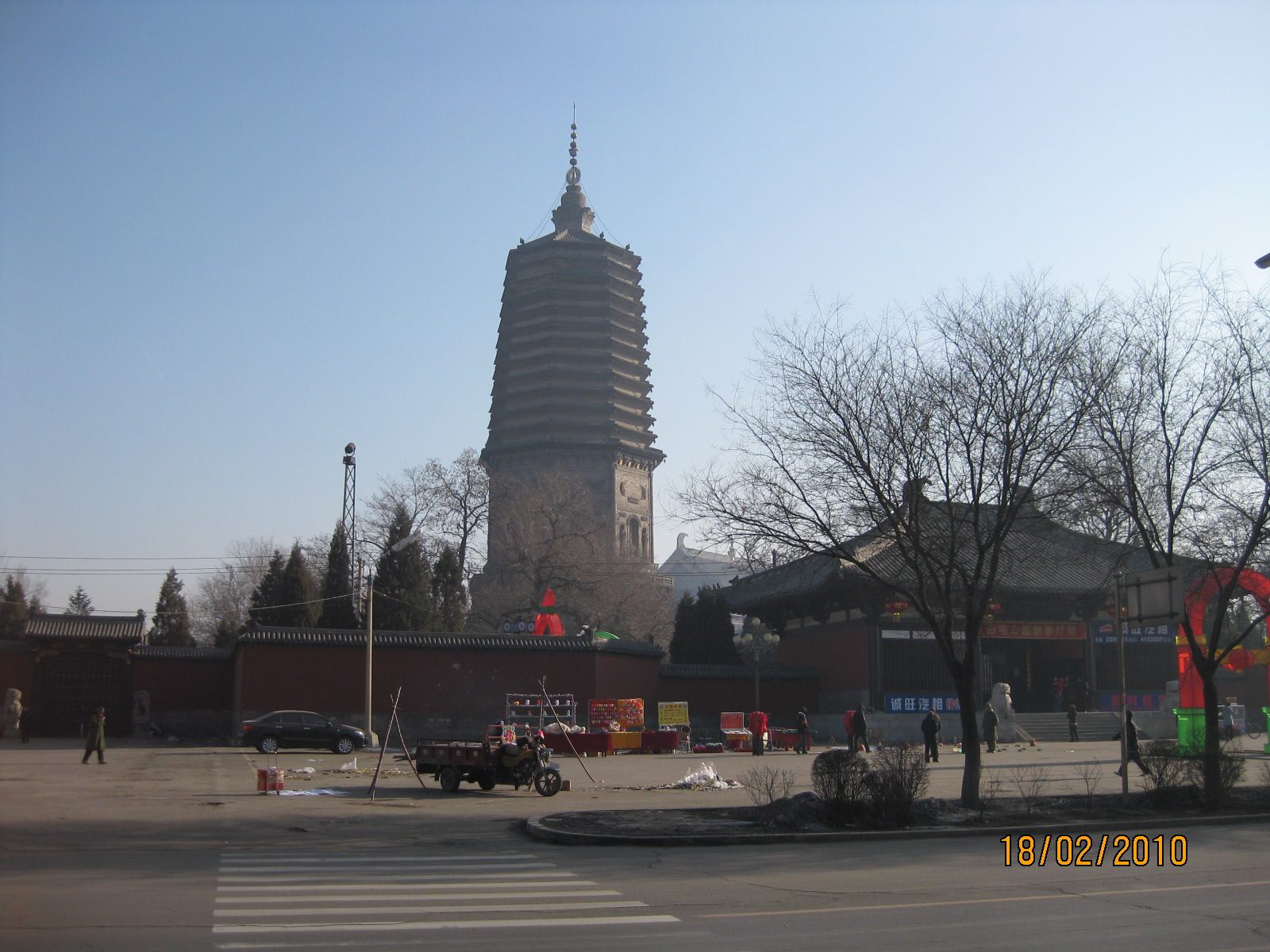
自公元前3世纪至公元17世纪，辽阳长期是中国东北的政治、经济、文化中心。辽、金两代以辽阳为东京，图为辽阳白塔

- 辽朝分属于东京道、上京道、中京道、下京道。
- 金朝时大部分地区属东京路统辖，其余分属咸平路、上京路、北京路。
- 元朝东部地区属辽阳行省的辽阳路、沈阳路；北部地区属开元路咸平府；西部地区的广宁路隶属辽阳行省；锦州、朝阳地区属大宁路，隶属于中书省。

### 明清

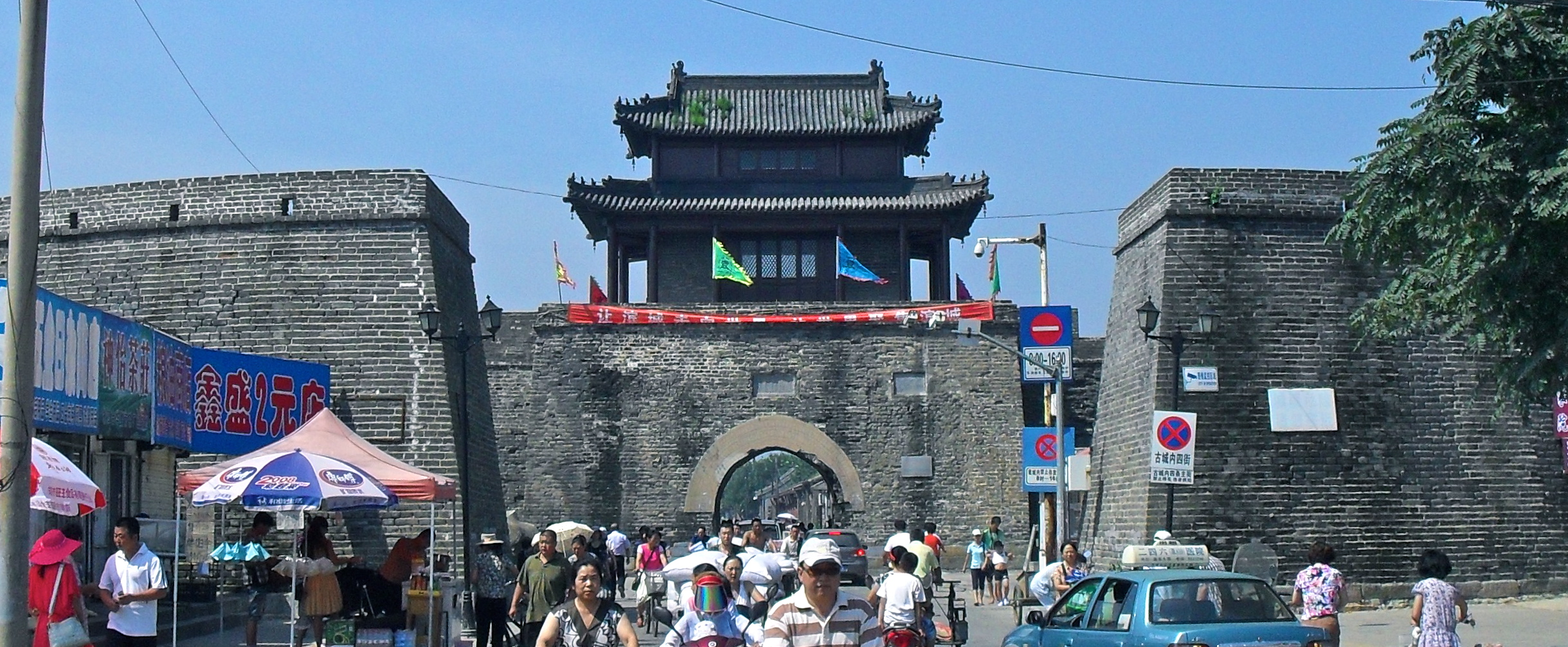
位于兴城市的兴城古城是明代宁远卫的所在地，努尔哈赤率领的后金军曾在这里同袁崇焕大战

- 洪武年间，明朝在辽东设盖州卫、金州卫、复州卫、海州卫，合为“南四卫”，属山东按察司。
- 永乐年间，明朝设辽阳、宁远、沈阳等重镇或卫所。部分属辽东都指挥使司，隶属于山东承宣布政使司，其余卫所隶属奴尔干都司（管辖范围包括外兴安岭一带和库页岛）。
- 宣德九年 (1434年)，奴尔干都司被撤销，其下属的卫所则继续存在。成化年间，明朝为了防范羁縻的女真诸部和鞑靼的骚扰，开始陆续修建辽东边墙。
- 崇祯十七年（1644年），辽东总兵吴三桂受命放弃宁远卫城（今辽宁兴城），率军入山海关勤王。至此明朝彻底失去辽西走廊全部领土。十一月，石城岛总兵马登洪投降清军，明朝势力完全退出辽宁。

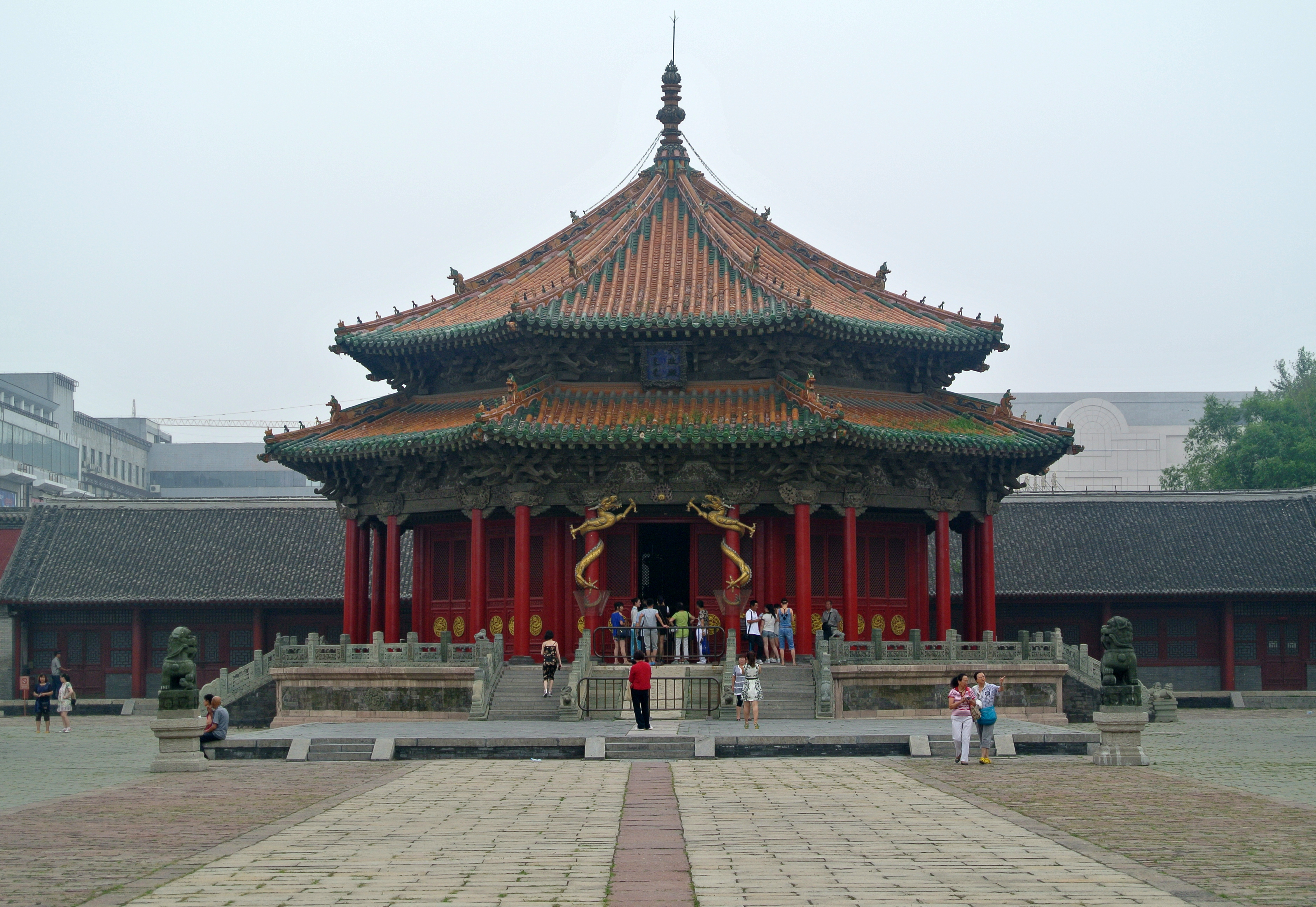
1625年，后金迁都沈阳，图为沈阳故宫大政殿

- 万历三十六年（1608年）四月，努尔哈赤与明边将立碑划界，从此自称为国。
- 万历四十四年（1616年）正月，努尔哈赤于赫图阿拉御八角殿称汗，建元天命，定国号为金，史称后金。
- 天启元年，即後金天命六年（1621年）八月，后金筑辽阳新城，即东京城，迁都于此。
- 天启五年（1625年），即後金天命十年（1625年）三月，后金迁都沈阳，后定名为盛京。
- 清朝设辽东将军，后改奉天将军，再改盛京将军。乾隆时，盛京将军所属奉天府尹辖区被称为奉天省。盛京将军辖区亦被视为奉天省，清末正式设置奉天省。
- 光绪二十年（1894年），甲午战争爆发，辽宁南部的辽东半岛是战场之一，战争期间日军攻陷旅顺，执行旅顺大屠杀，对城内进行4天3夜的抢劫、屠杀和强奸，超过二万人遇害，屠杀过后全市仅剩三十六人被留下埋葬居民尸体，遇难者葬于白玉山东麓的安葬岗，今称“万忠墓”[4][5]。

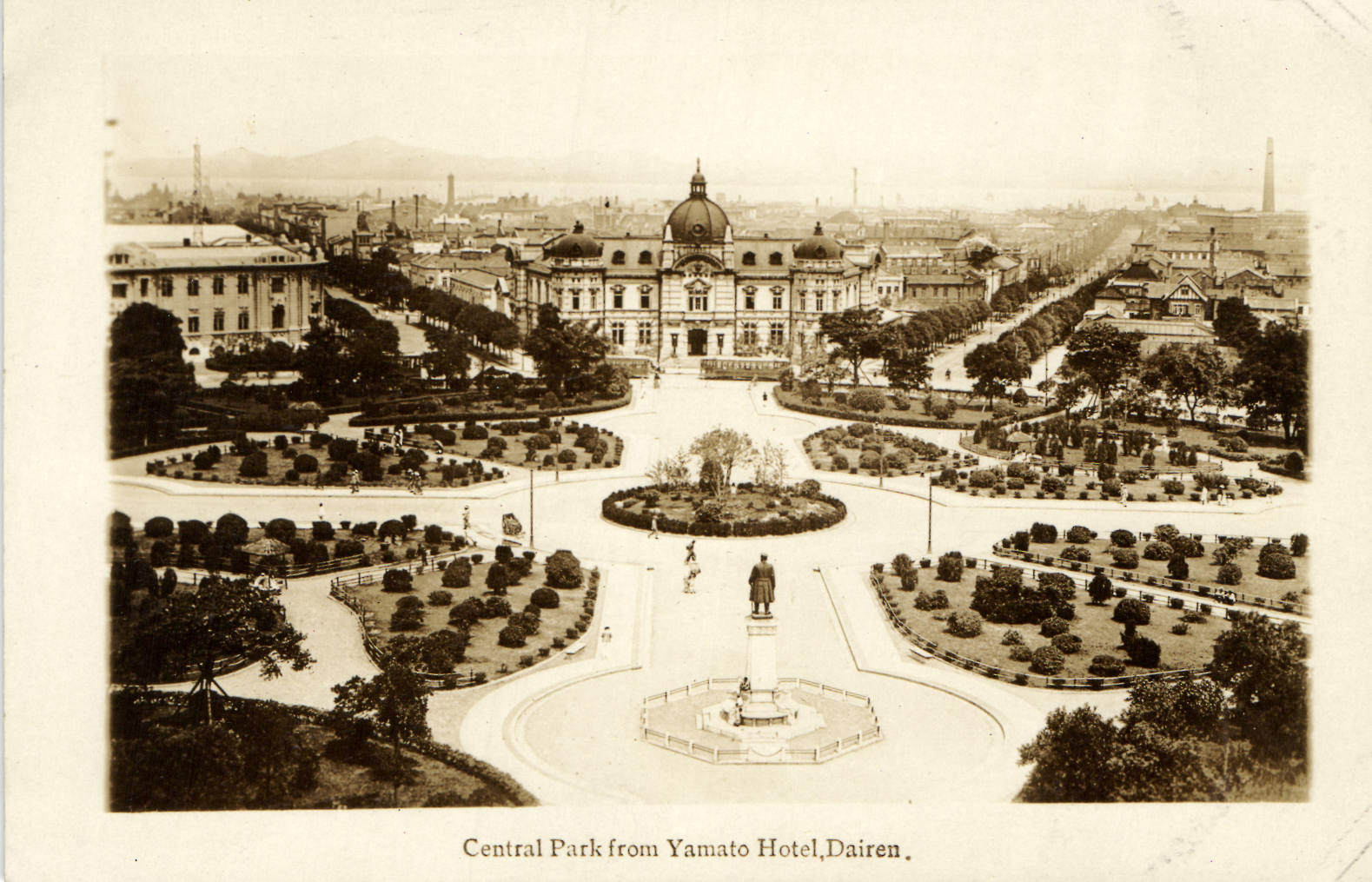
日俄战争后，日本取得南满铁路和关东州租借地。图为日本统治时期的大连大广场（今中山广场）

### 中华民国及滿洲國

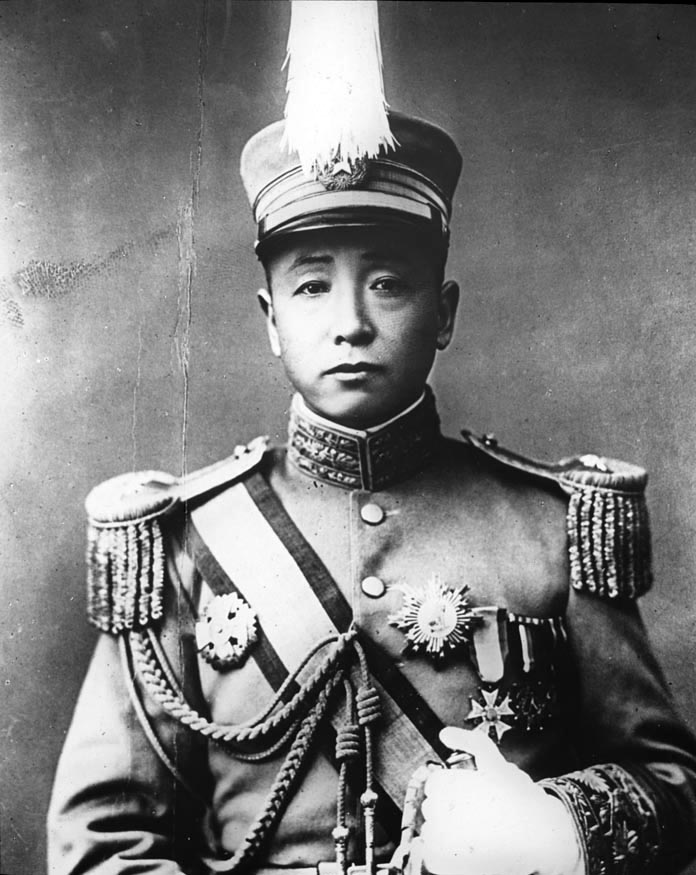
长期控制东北三省的奉系军阀首领张作霖

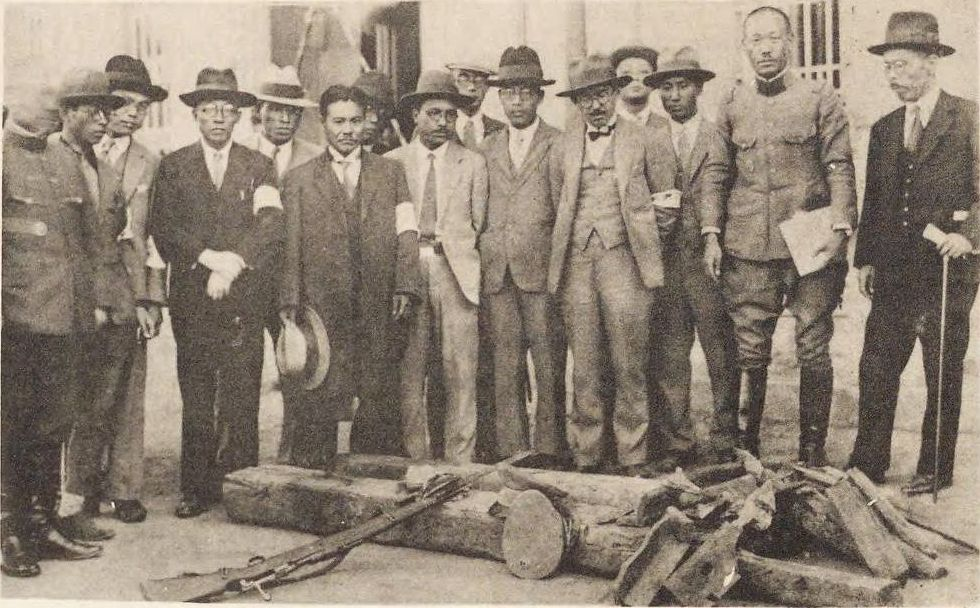
日本关东军以东北军炸毁南满铁路（柳条湖事件）为借口发动九一八事變，快速占据东北三省。图为关东军展示的柳条湖事件物证。实际上炸毁铁轨一事纯系关东军自导自演

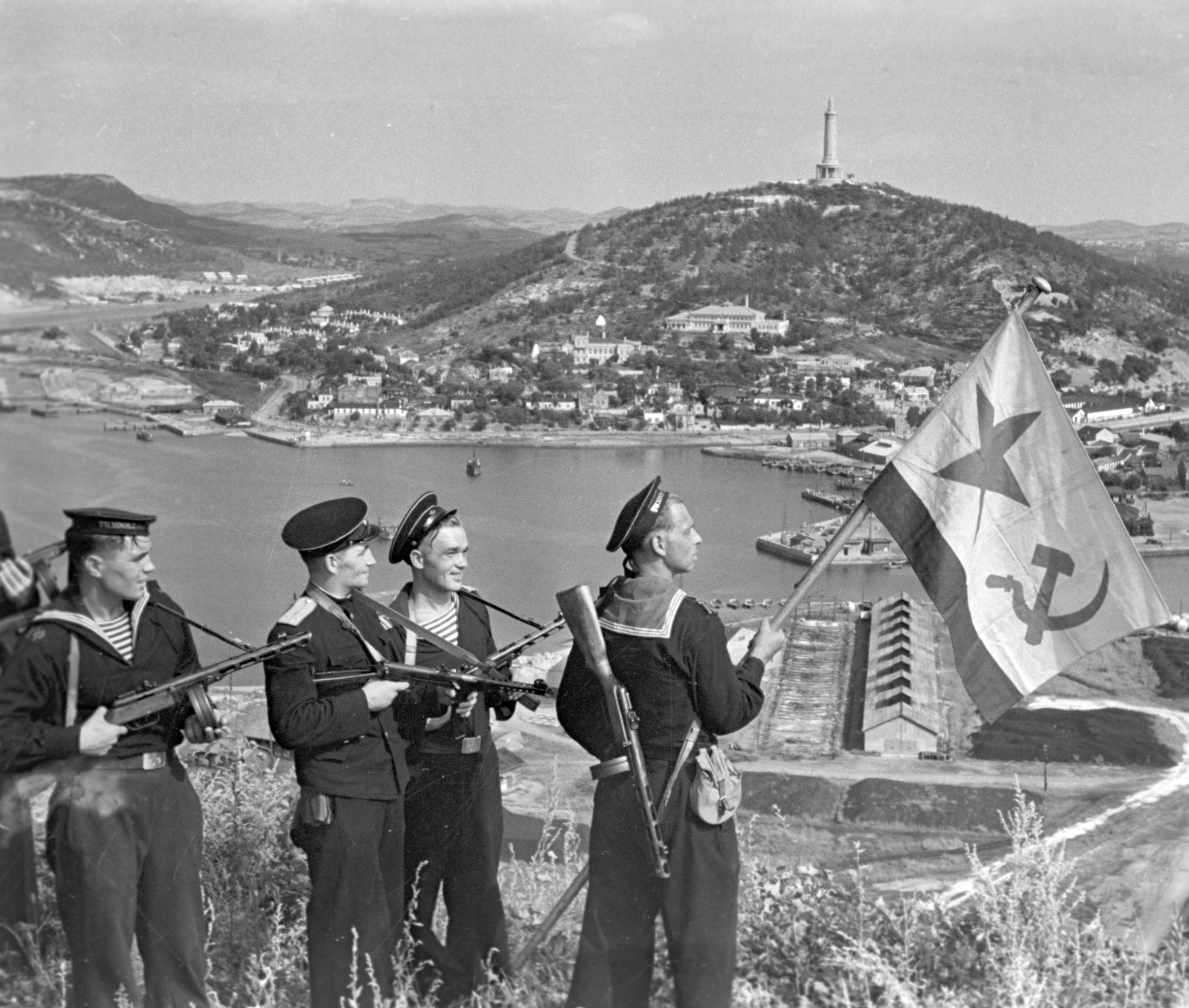
1945年，苏联出兵中国东北。图为苏联海军士兵在旅顺挥舞海军旗。直至1955年，中国政府才从苏联手中收回旅顺和大连

1922年5月11日，徐世昌颁布大总统令，解除张作霖东三省巡阅使、蒙疆经略使、奉天督军兼省长。然而5月12日，张作霖宣布东三省独立。随后奉天省议会推举张为东三省总司令兼奉天省长，孙烈臣、吴俊陞为副总司令，张作霖开始全面控制奉天省。1929年东北易帜后归顺南京国民政府。由於考量到「奉天」取自「奉天承運」，故而提出改名，並列出了五个候选名称：辽东省、沈阳省、安奉省、关东省、辽宁省。1929年2月5日，南京国民政府颁布第91号训令，取「辽河流域永远安宁」之意，将「奉天省」改名为「辽宁省」，自3月1日起实行。同年4月，在签发「司令长官咨为本省改辽宁二字」為題的公文中，东北边防司令长官张学良寫道：「东北边防军司令长官公署为咨复事，案准政府咨开查本省改名辽宁业经通令布告在案。」
此为辽宁得名的开始，但当时民間仍习惯稱「奉天省」。當時該省省會瀋陽，全省辖五十九县。
1931年，九一八事变爆发，全省数日内沦陷。次年3月1日，日本扶植的满洲国成立。本省分为安东省，奉天省，锦州省三省。满洲国成立后，日本向满洲国租借关东州。1937年日满达成了新租借协议，将满铁附属地行政權交给满洲国，但仍保留关东州于名义上独立的满洲国之外，直至1945年二战结束日本投降后改回辽宁省。
1945年9月东北地区分为九省后，本省的行政划分变为辽宁（省会沈阳）、辽北（省会辽源）。辽宁全省四市二十二县：
- 省辖市：锦州、营口、鞍山、旅顺
- 县治：沈阳、抚顺、本溪、海城、辽阳、铁岭、辽中、金县、盖平、复县、锦县、绥中、北镇、兴城、义县、锦西、盘山、新民、黑山、岫岩、庄河、台安

沈阳市于1947年6月升直辖市。大连、沈阳二市為直辖市，直隶行政院；
1946年1月11日辽宁军区成立时辖辽阳、鞍山、辽中、台安、盘山、本溪、沈阳(北宁路南、长春路东)、抚顺、铁岭、兴京、海城、盖平、营口等县市，此时辽东省委兼辽宁省分委的工作。3月30日，中共东北局决定撤销辽宁军区，所属第1、第2军分区合并组成辽南军分区归辽东军区直辖，其余部队划归安东军区建制。1946年5月5日，东北局发出《关于成立辽宁省分委及干部配备的决定》，辽北省位于中东路以东的辖区与通化省合并，及清原、兴京、抚顺一部、铁岭等县，组成新的辽宁省分委、辽宁军区。
1945年10月12日，东北局宣布组建中共辽宁省工委、安东省委、沈阳市委，并任命了主要领导干部：辽宁省工委书记为陶铸，副书记兼组织部长白坚，组织部副部长饶斌，民运部长张逢时，辽宁省政府党团书记兼省政府副主席朱其文，辽宁省政府主席兼辽宁省保安司令张学思，辽宁省工业管理委员会主任兼党团书记吕东；辽宁省工委委员为陶铸、白坚、张学思、朱其文、饶斌、张逢时、吕东、孔原、陈郁、汪金祥、邓华。1945年11月苏联红军要求中共党政军势力撤出沈阳等大城市，移交给国民政府东北行营。1945年11月25日，东北局决定陶铸和邓华带部分干部和部队去法库，组成辽西省委和辽西省军区；张学思和辽宁省工委书记白坚带另一部分干部和部队到本溪，组成辽宁省委、辽宁省政府和辽宁省军区，张学思任辽宁省委常委、辽宁省政府主席、辽宁省军区司令员，白坚任辽宁省委书记和辽宁省军区政委。11月26日，张学思率领辽宁省政府机关向本溪出发，转而在本溪办公。1945年12月18日辽宁省政府在本溪发布通令，公布了辽宁省行政区划：全省设置1个行署区(辽西行署区，驻法库，辖锦州市和新民、法库、锦县、锦西、兴城、绥中、义县、康平、北镇、黑山11县），3个专区（第一专区驻辽阳，辖鞍山市、辽阳市和辽阳、盘山、辽中、台安4县；第二专区以海城中心县委为基础，驻海城，辖营口市和营口、海城、盖平3县；第三专区驻抚顺市，辖抚顺市和抚顺、清原、新宾、铁岭4县），另省直辖2个市(沈阳市、本溪市)、2个县(沈阳、本溪县)。
1946年1月11日辽宁军区成立，辖辽阳、鞍山、辽中、台安、盘山、本溪、沈阳(北宁路南、长春路东)、抚顺、铁岭、兴京、海城、盖平、营口等县市，辽东省委兼辽宁省分委的工作。原辽宁省分委名义保留；肖华、江华、程世才、白坚、张学思、刘澜波、罗舜初为辽东省委常委，肖华为辽东省委书记，江华为辽东省委第二书记。
1946年3月30日，中共东北局决定撤销辽宁省政府、省军区。1946年4月4日，辽宁省第一、第二专区合并组建辽南地委、辽南专署、辽南分区，驻地岫岩县小蘑菇峪，直属于辽东省委与辽东军区领导。辖鞍山市城工委、辽阳市城工委、辽阳、海城、营口县委和辽台盘联合县委。辽南地委常委陈一帆、高扬、赵承金、邹鲁风、林辉山、郑自兴、刘云鹤为，以陈一凡为书记。辽宁省其余地域划归安东省建制。
中共中央东北局于1946年5月5日决定，将中共辽北省委、辽北省政府（驻东丰）和中共通化省委、通化行署的辖区，以及清源、兴京、抚顺、铁岭部分地方，划为新的辽宁省辖区，在梅河口成立中共辽宁省分省委，隶属于中共辽东省委（即南满分局）。辽宁省府、辽宁省军区驻梅河口；辽宁省分委委员为白坚、张学思、刘汉生、刘惠农、解沛然、万毅、周赤萍、王铮、刘东元、连柏生、杜者蘅等11人，白坚、张学思、刘汉生、解沛然、刘东元为常委；其中，张学思任辽宁省军区司令员，解沛然任副司令员，白坚任辽宁省军区政委，刘惠农任省军区副政委兼政治部主任。1946年5月16日正式成立辽宁省政府。1946年5月4日驻地由梅河口迁至通化、临江，1947年6月又迁回梅河口。1948年7月辽宁省政府与辽南行署合并，辖区划归辽北省和安东省。辽宁省下辖：
- 第一专署（通化）：1946年5月，通化行政公署改建为通化专署，领导通化县、临江、长白、靖宇、抚松、辑安、柳河、辉南等县与通化市。1946年7月21日，辽宁省政府兼通化专署。1946年11月，在临江重建通化专署，改称辽宁一专署，领导通化县、通化市和辑安、柳河县政府。1947年6月迁驻通化。1948年3月撤销。
- 第二专署（西安）：1946年5月中旬，中共辽宁省分委会在西安县城建立辽宁二（西安）专署，领导西安、东丰、梨（树）东、开原、西丰等县。1946年7月增辖清原、沈（阳）铁（岭）抚（顺）联合县。1946年11月又增辖海（龙）柳（河）清（原）联合县。专署驻地，因处于敌后游击战争环境，迁动频繁，在西安成立3天后，转移到东丰县小四平，1946年10月中旬撤到临江八道江镇（今白山市），经短暂整顿后返回辖区坚持敌后游击战争，1947年5月迁驻东丰县城，1947年11月迁回西安县城。1948年7月，辽宁二（西安）专署撤销，辖区划归辽北省。
- 第三专署（辽东）：辖沈阳县、抚顺县、沈抚铁县、本溪县、新宾县、清原县。1946年7月清原县和沈抚铁县划归二分区，沈阳县和抚顺县合并为沈抚县。
- 第四专署（海龙）：1946年7月21日，在辉南县样子哨成立，领导海龙、柳河、辉南县政府。1946年11月增辖靖宇县。专署驻地，先在柳河县凉水河子，后又到辉南县朝阳镇，于1947年6月又迁至海龙县城。1948年3月撤销。

### 中华人民共和国

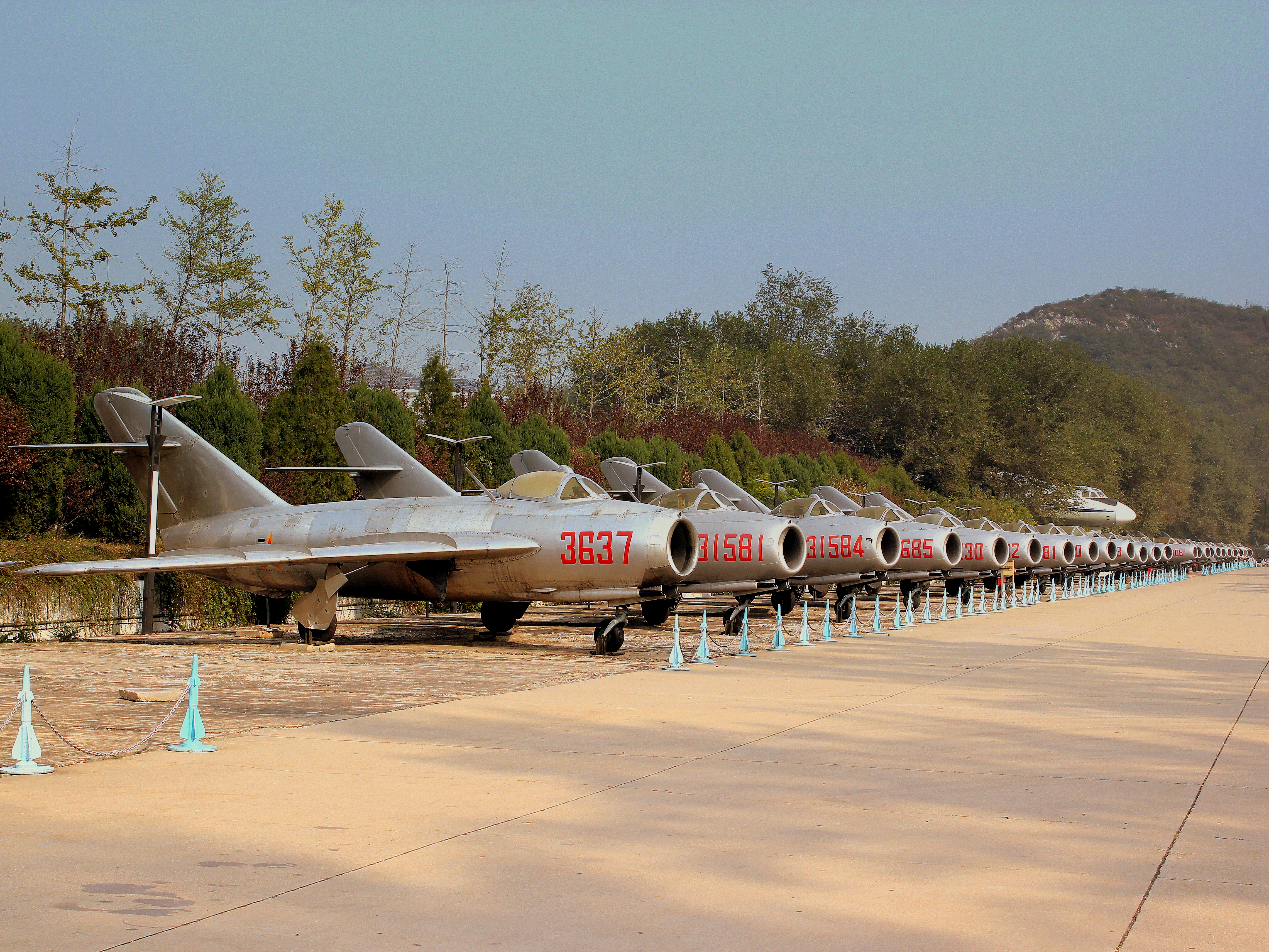
苏联援华的156项重点工程有24项在辽宁。其中包括“中国歼击机的摇篮”沈阳飞机制造厂。图为沈飞制造的中国第一款喷气式歼击机歼-5

- 1951年辽河大水，造成重大人员伤亡和财产损失[8]。
- 中华人民共和国建国初期，辽宁省分辽东省(省会安东，今丹东)，辽西省(省会锦州)，旅大行署区（后与大连市合并改旅大直辖市）、沈阳直辖市、鞍山直辖市、抚顺直辖市、本溪直辖市，1954年合并恢复辽宁省至今，以沈阳市为省会。
- 1955年 苏军撤离大连，苏联将大连及旅顺的驻军、防务等主权归还中华人民共和国。
- 1956年将原热河省东部朝阳等六个县划归辽宁。
- 1969年，昭乌达盟并入辽宁省，1979年再次划回内蒙古自治区。
- 1975年，海城、营口县一带发生7.3级大地震，死亡1328人，重伤4292人，轻伤12688人，是人类历史上迄今为止，在正确预测地震的基础上，由官方组织撤离民众，明显降低损失的唯一成功案例。
- 1981年，旅大市改名为大连市。

## 地理

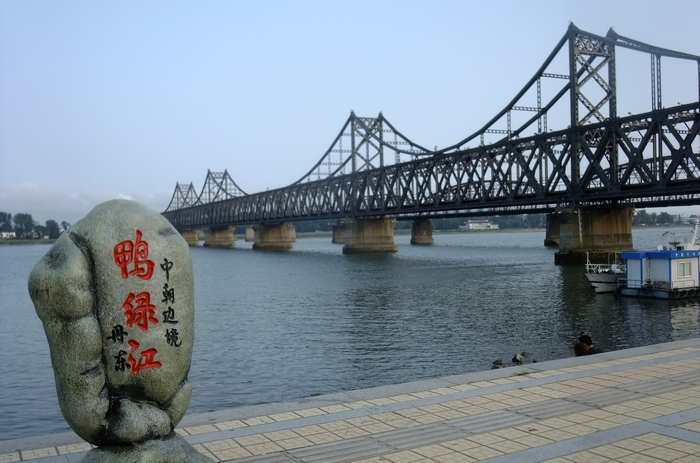
辽宁丹东市的中朝友谊桥。鸭绿江是中国和朝鲜的界河

地理坐标位于东经118°53′至125°46′北纬38°43′至43°36′之间，东西之间宽约550KM，南北之间宽约550KM。
辽宁省的陆地面积大约是14万平方公里，占中国陆地面积的1.5％。陆地面积的59.8％是山地，占8.72万平方公里，平地面积为4.87万平方公里，占33.4％，水域面积1万平方公里，占总面积的6.8％，其余为海域，其中黄海面积为7.19万平方公里；渤海面积为7.83万平方公里。
海岸线东起丹东市的鸭绿江入海口，西至山海关的老龙头，全长为2178公里，占中国海岸线总长的12％。近海分布着506个大小岛屿，总面积为187.7平方公里。
- 接邻省区：北部与吉林接壤、西北部与内蒙古为邻、西南与河北毗邻。
- 接邻国家：与朝鲜隔江相望。

### 地形
本省地势大体为北高南低，从陆地向海洋倾斜；山地丘陵分列于东西两侧，向中部平原倾斜。
地貌划分为三大区：
1. 东部山地丘陵区。以沈丹铁路为界划分为东北部低山地区和辽东半岛丘陵区，面积约6.7万平方公里，占全省面积的46%。东北部低山区，此为长白山支脉吉林哈达岭和龙岗山之延续部分，由南北两列平行的山地组成，海拔500～800米，最高山峰海拔1300米以上，为本省最高点。辽东半岛丘陵区，以千山山脉为骨干，北起本溪连山关，南至旅顺老铁山，长约340公里，构成辽东半岛的脊梁，山峰大都在海拔500米以下。区内地形破碎，山丘直通海滨，海岸曲折，港湾很多，岛屿棋布，平原狭小，河流短促。
2. 西部山地丘陵区。由东北向西南走向的努鲁儿虎山、松岭、黑山、医巫闾山组成。山间形成河谷地带，大、小凌河发源地并流经于此，山势从北向南由海拔1000米向300米丘陵过渡，北部与内蒙古高原相接，南部形成海拔50米的狭长平原，与渤海相连，其间为辽西走廊。西部山地丘陵面积约为4.2万平方公里，占全省面积29%。

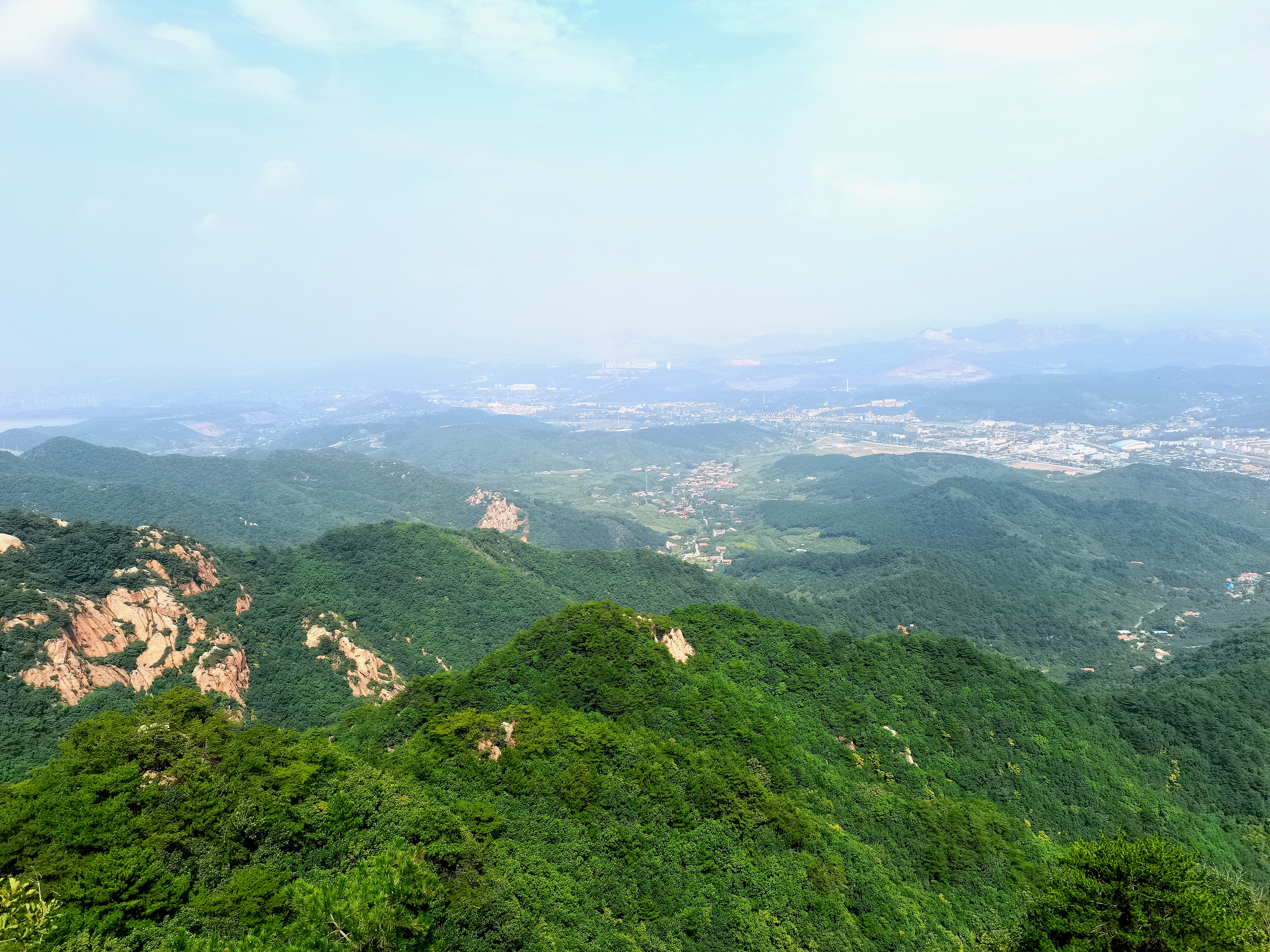
千山

3. 千山中部平原。由辽河及其30余条支流冲積而成辽河平原，面积为3.7万平方公里，占全省面积25%。地势从东北向西南由海拔250米向辽东湾逐渐倾斜。辽北低丘区与内蒙古接壤处有沙丘分布，辽南平原至辽东湾沿岸地势平坦，土壤肥沃，另有大面积沼泽洼地、漫滩和许多牛轭湖。

### 河流
本省境内有大小河流390多条，总长约16万公里。主要有辽河、浑河、大凌河、太子河、绕阳河以及中朝两国共有的界河鸭绿江等，形成本省的主要水系。境内大部分河流自东、西、北三个方向往中南部汇集注入渤海。

### 水库
本省有多个大型水库，较为著名的有抚顺大伙房水库、辽阳参窝水库、铁岭清河水库、盖州石门水库等。

### 海洋

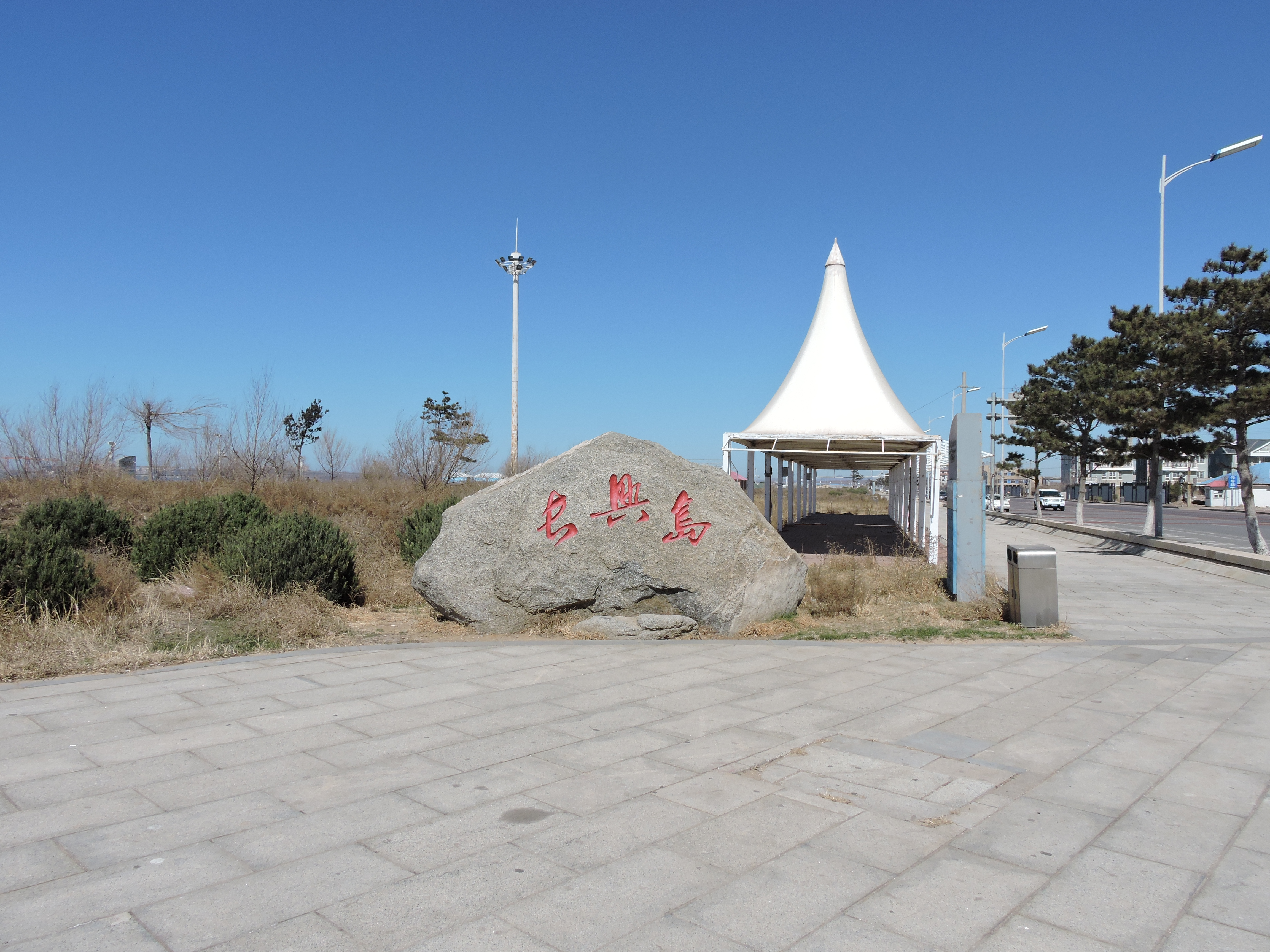
大连长兴岛

本省海域广阔，辽东半岛的东侧临黄海，西侧环渤海，是中国水温最低，纬度最高的海域。海域面积15万平方公里，沿海滩涂26.8万公顷。陆地海岸线东起鸭绿江江口、西至山海关老龙头。
本省近海岛屿506个,面积1921平方公里，占中国海洋岛屿总面积的 0.24%，岛岸线全长628公里，占中国岛屿岸线总长的5%。主要岛屿计有大长山岛、小长山岛、石城岛、大鹿岛、菊花岛、大小笔架山、长兴岛、蛇岛等。

### 森林植被

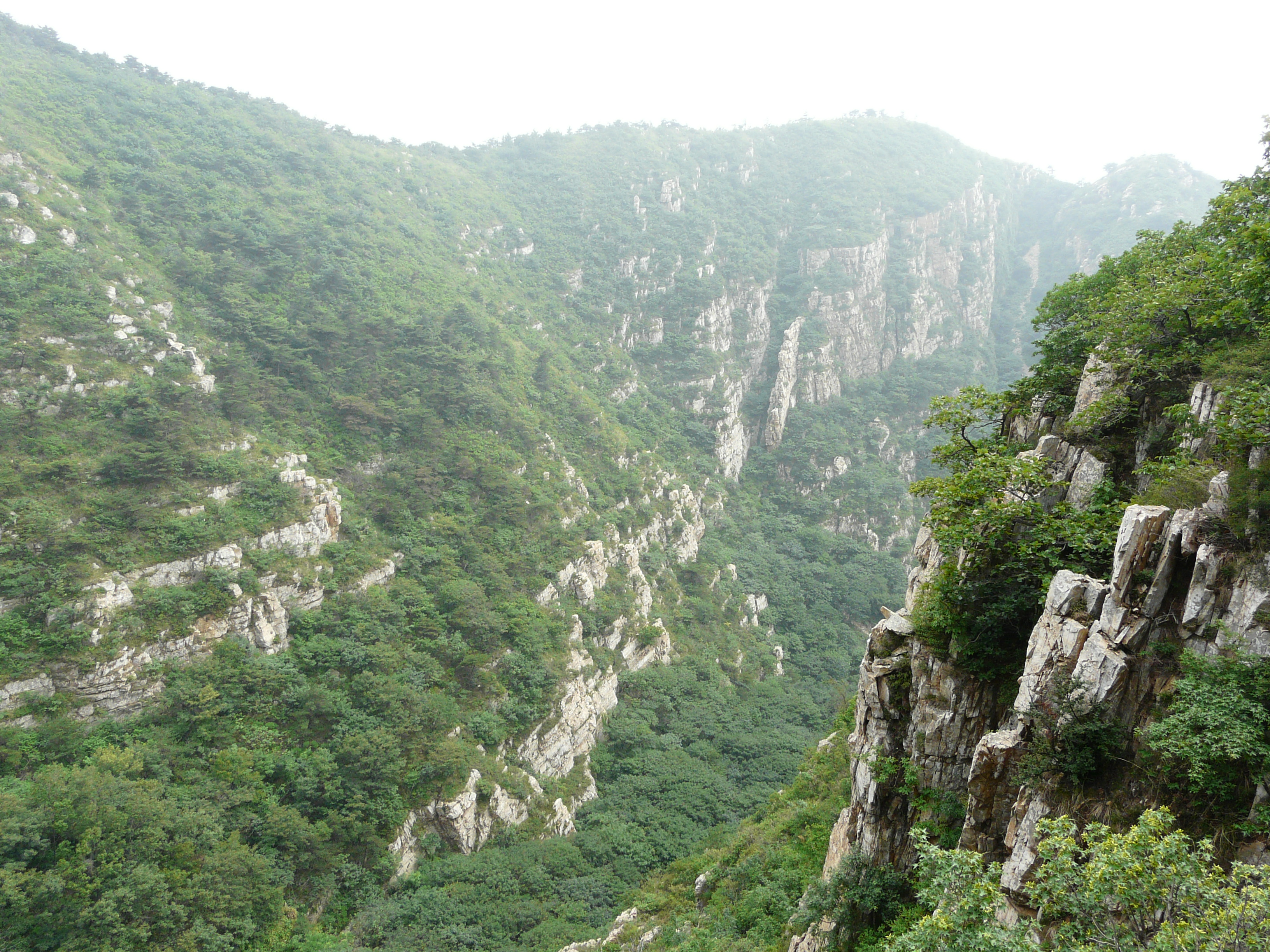
大黑山的森林

全省森林面积418.5万公顷，森林覆盖率为28.7％.

### 气候
辽宁地处中纬度地区，属温带湿润性季风气候。日照丰富，雨热同季，四季分明。阳光辐射年总量100-200卡/平方厘米，年日照时数2100-2600小时，全省各地年平均气温为5.2℃～11.7℃。其中，最高为大连，最低为西丰。极端最高气温43.3℃（2000年7月14日，朝阳），极端最低气温-43.4℃（2001年1月13日，西丰）。与常年相比，全省各地平均气温正常偏高，其中春夏秋三季普遍偏高，冬季气温偏低。年降水量全省大部在400～969毫米,时间，空间分布不均，全年平均无霜期130-200天，由西北向东南逐渐增多。年日照时数全省各地在2120～2861小时之间,其中朝阳地区最多为2861小时，丹东地区最少为2120小时。春季大部地区日照不足;夏季前期不足,后期偏多;秋季大部地区偏多；冬季光照明显不足。

各轄市氣候數據請參閱該條目，以下為省會氣候：
| 沈阳市气象数据（平均数据自1981年统计至2010年，极端数据自1961年统计至2000年）            | 沈阳市气象数据（平均数据自1981年统计至2010年，极端数据自1961年统计至2000年） | 沈阳市气象数据（平均数据自1981年统计至2010年，极端数据自1961年统计至2000年） | 沈阳市气象数据（平均数据自1981年统计至2010年，极端数据自1961年统计至2000年） | 沈阳市气象数据（平均数据自1981年统计至2010年，极端数据自1961年统计至2000年） | 沈阳市气象数据（平均数据自1981年统计至2010年，极端数据自1961年统计至2000年） | 沈阳市气象数据（平均数据自1981年统计至2010年，极端数据自1961年统计至2000年） | 沈阳市气象数据（平均数据自1981年统计至2010年，极端数据自1961年统计至2000年） | 沈阳市气象数据（平均数据自1981年统计至2010年，极端数据自1961年统计至2000年） | 沈阳市气象数据（平均数据自1981年统计至2010年，极端数据自1961年统计至2000年） | 沈阳市气象数据（平均数据自1981年统计至2010年，极端数据自1961年统计至2000年） | 沈阳市气象数据（平均数据自1981年统计至2010年，极端数据自1961年统计至2000年） | 沈阳市气象数据（平均数据自1981年统计至2010年，极端数据自1961年统计至2000年） | 沈阳市气象数据（平均数据自1981年统计至2010年，极端数据自1961年统计至2000年） |
| 月份                                                                                    | 1月                                                                          | 2月                                                                          | 3月                                                                          | 4月                                                                          | 5月                                                                          | 6月                                                                          | 7月                                                                          | 8月                                                                          | 9月                                                                          | 10月                                                                         | 11月                                                                         | 12月                                                                         | 全年                                                                         |
| --------------------------------------------------------------------------------------- | ---------------------------------------------------------------------------- | ---------------------------------------------------------------------------- | ---------------------------------------------------------------------------- | ---------------------------------------------------------------------------- | ---------------------------------------------------------------------------- | ---------------------------------------------------------------------------- | ---------------------------------------------------------------------------- | ---------------------------------------------------------------------------- | ---------------------------------------------------------------------------- | ---------------------------------------------------------------------------- | ---------------------------------------------------------------------------- | ---------------------------------------------------------------------------- | ---------------------------------------------------------------------------- |
| 历史最高温 °C（°F）                                                                     | 4.8 (40.6)                                                                   | 14.5 (58.1)                                                                  | 20.0 (68.0)                                                                  | 29.3 (84.7)                                                                  | 34.3 (93.7)                                                                  | 39.3 (102.7)                                                                 | 36.1 (97.0)                                                                  | 35.7 (96.3)                                                                  | 32.7 (90.9)                                                                  | 29.2 (84.6)                                                                  | 19.8 (67.6)                                                                  | 5.5 (41.9)                                                                   | 39.3 (102.7)                                                                 |
| 平均高温 °C（°F）                                                                       | −4.9 (23.2)                                                                  | −0.3 (31.5)                                                                  | 7.0 (44.6)                                                                   | 16.9 (62.4)                                                                  | 23.4 (74.1)                                                                  | 27.5 (81.5)                                                                  | 29.0 (84.2)                                                                  | 28.6 (83.5)                                                                  | 24.0 (75.2)                                                                  | 16.2 (61.2)                                                                  | 5.6 (42.1)                                                                   | −2.2 (28.0)                                                                  | 14.2 (57.6)                                                                  |
| 日均气温 °C（°F）                                                                       | −11.2 (11.8)                                                                 | −6.4 (20.5)                                                                  | 1.3 (34.3)                                                                   | 10.6 (51.1)                                                                  | 17.5 (63.5)                                                                  | 22.2 (72.0)                                                                  | 24.6 (76.3)                                                                  | 23.8 (74.8)                                                                  | 17.8 (64.0)                                                                  | 9.9 (49.8)                                                                   | 0.1 (32.2)                                                                   | −7.9 (17.8)                                                                  | 8.5 (47.3)                                                                   |
| 平均低温 °C（°F）                                                                       | −16.5 (2.3)                                                                  | −11.9 (10.6)                                                                 | −3.9 (25.0)                                                                  | 4.5 (40.1)                                                                   | 11.6 (52.9)                                                                  | 17.1 (62.8)                                                                  | 20.6 (69.1)                                                                  | 19.4 (66.9)                                                                  | 12.3 (54.1)                                                                  | 4.4 (39.9)                                                                   | −4.5 (23.9)                                                                  | −12.7 (9.1)                                                                  | 3.4 (38.1)                                                                   |
| 历史最低温 °C（°F）                                                                     | −33.1 (−27.6)                                                                | −27.2 (−17.0)                                                                | −21.7 (−7.1)                                                                 | −12.5 (9.5)                                                                  | 0.2 (32.4)                                                                   | 6.9 (44.4)                                                                   | 12.4 (54.3)                                                                  | 8.0 (46.4)                                                                   | 1.0 (33.8)                                                                   | −8.3 (17.1)                                                                  | −22.5 (−8.5)                                                                 | −30.2 (−22.4)                                                                | −33.1 (−27.6)                                                                |
| 平均降水量 mm（）                                                                       | 6.9 (0.27)                                                                   | 8.6 (0.34)                                                                   | 20.6 (0.81)                                                                  | 39.5 (1.56)                                                                  | 53.1 (2.09)                                                                  | 92.5 (3.64)                                                                  | 173.6 (6.83)                                                                 | 169.2 (6.66)                                                                 | 64.6 (2.54)                                                                  | 39.4 (1.55)                                                                  | 20.3 (0.80)                                                                  | 10.2 (0.40)                                                                  | 698.5 (27.49)                                                                |
| 平均降水天数（≥ 0.1 mm）                                                                | 3.5                                                                          | 4.0                                                                          | 5.1                                                                          | 7.7                                                                          | 9.2                                                                          | 11.9                                                                         | 13.5                                                                         | 10.9                                                                         | 7.6                                                                          | 6.7                                                                          | 5.4                                                                          | 3.8                                                                          | 89.3                                                                         |
| 平均相對濕度（％）                                                                      | 62                                                                           | 56                                                                           | 52                                                                           | 51                                                                           | 55                                                                           | 66                                                                           | 78                                                                           | 78                                                                           | 71                                                                           | 64                                                                           | 62                                                                           | 62                                                                           | 63                                                                           |
| 月均日照時數                                                                            | 162.5                                                                        | 179.3                                                                        | 221.8                                                                        | 236.3                                                                        | 256.0                                                                        | 238.6                                                                        | 206.8                                                                        | 218.8                                                                        | 228.4                                                                        | 212.3                                                                        | 161.0                                                                        | 146.2                                                                        | 2,468                                                                        |
| 可照百分比                                                                              | 56                                                                           | 60                                                                           | 60                                                                           | 60                                                                           | 57                                                                           | 53                                                                           | 45                                                                           | 51                                                                           | 61                                                                           | 62                                                                           | 54                                                                           | 52                                                                           | 56                                                                           |
| 来源：中国气象局（1971–2000年间的降水天数和日照数据），www.mherrera.org（所有极端气温） |                                                                              |                                                                              |                                                                              |                                                                              |                                                                              |                                                                              |                                                                              |                                                                              |                                                                              |                                                                              |                                                                              |                                                                              |                                                                              |

### 四至及中心
| 方位 | 地点                           | 坐标                                              |
| ---- | ------------------------------ | ------------------------------------------------- |
| 北   | 铁岭市昌图县三江口镇           | 43°29′20″N 123°47′10″E / 43.48890°N 123.78600°E   |
| 东   | 本溪市桓仁满族自治县二棚甸子镇 | 41°09′55″N 125°47′07″E / 41.16526°N 125.78519°E   |
| 南   | 大连市旅顺口区铁山街道         | 38°43′17″N 121°10′51″E / 38.72135°N 121.18074°E   |
| 西   | 朝阳市凌源市大河北镇           | 40°48′46″N 118°50′24″E / 40.81290°N 118.84000°E   |
| 中心 | 盘锦市盘山县沙岭镇             | 41°06′18″N 122°18′45″E / 41.105125°N 122.312595°E |

## 行政区划
辽宁省现辖14个地级市，下设59市辖区、16县级市、17县、8自治县；1354个乡级行政单位，包括513街道，640镇，147乡，54民族乡。
- 地级市：沈阳市（行政级別为副省级）、大连市（行政级別为副省级）、鞍山市、抚顺市、本溪市、丹东市、锦州市、辽阳市、营口市、阜新市、盘锦市、铁岭市、朝阳市、葫芦岛市

| 辽宁省行政区划图                                                                                    | 辽宁省行政区划图 | 辽宁省行政区划图 | 辽宁省行政区划图  | 辽宁省行政区划图        | 辽宁省行政区划图 | 辽宁省行政区划图 | 辽宁省行政区划图 | 辽宁省行政区划图 | 辽宁省行政区划图 |
| --------------------------------------------------------------------------------------------------- | ---------------- | ---------------- | ----------------- | ----------------------- | ---------------- | ---------------- | ---------------- | ---------------- | ---------------- |
| 沈阳市 大连市 鞍山市 抚顺市 本溪市 丹东市 锦州市 营口市 阜新市 辽阳市 盘锦市 铁岭市 朝阳市 葫芦岛市 |                  |                  |                   |                         |                  |                  |                  |                  |                  |
| 区划代码                                                                                            | 区划名称         | 汉语拼音         | 面积 （平方公里） | 常住人口 （2020年普查） | 政府驻地         | 县级行政区划     | 县级行政区划     | 县级行政区划     | 县级行政区划     |
| 区划代码                                                                                            | 区划名称         | 汉语拼音         | 面积 （平方公里） | 常住人口 （2020年普查） | 政府驻地         | 市辖区           | 县级市           | 县               | 自治县           |
| 210000                                                                                              | 辽宁省           | Liáoníng Shěng   | 148,379.18        | 42,591,407              | 沈阳市           | 59               | 16               | 17               | 8                |
| — 副省级市 —                                                                                        |                  |                  |                   |                         |                  |                  |                  |                  |                  |
| 210100                                                                                              | 沈阳市           | Shěnyáng Shì     | 12,859.89         | 9,199,601               | 浑南区           | 10               | 1                | 2                |                  |
| 210200                                                                                              | 大连市           | Dàlián Shì       | 13,630.44         | 7,450,785               | 西岗区           | 7                | 2                | 1                |                  |
| — 地级市 —                                                                                          |                  |                  |                   |                         |                  |                  |                  |                  |                  |
| 210300                                                                                              | 鞍山市           | Ānshān Shì       | 9,255.36          | 3,325,372               | 铁东区           | 4                | 1                | 1                | 1                |
| 210400                                                                                              | 抚顺市           | Fǔshùn Shì       | 11,271.03         | 1,731,864               | 顺城区           | 4                |                  | 1                | 2                |
| 210500                                                                                              | 本溪市           | Běnxī Shì        | 8,413.94          | 1,326,018               | 平山区           | 4                |                  |                  | 2                |
| 210600                                                                                              | 丹东市           | Dāndōng Shì      | 15,289.61         | 2,188,436               | 振兴区           | 3                | 2                |                  | 1                |
| 210700                                                                                              | 锦州市           | Jǐnzhōu Shì      | 10,039.99         | 2,703,853               | 太和区           | 3                | 2                | 2                |                  |
| 210800                                                                                              | 营口市           | Yíngkǒu Shì      | 5,399.80          | 2,328,582               | 站前区           | 4                | 2                |                  |                  |
| 210900                                                                                              | 阜新市           | Fùxīn Shì        | 10,326.99         | 1,647,280               | 细河区           | 5                |                  | 1                | 1                |
| 211000                                                                                              | 辽阳市           | Liáoyáng Shì     | 4,735.78          | 1,604,580               | 文圣区           | 5                | 1                | 1                |                  |
| 211100                                                                                              | 盘锦市           | Pánjǐn Shì       | 4,065.40          | 1,389,691               | 兴隆台区         | 3                |                  | 1                |                  |
| 211200                                                                                              | 铁岭市           | Tiělǐng Shì      | 12,984.51         | 2,388,294               | 铁岭县           | 2                | 2                | 3                |                  |
| 211300                                                                                              | 朝阳市           | Cháoyáng Shì     | 19,697.78         | 2,872,857               | 双塔区           | 2                | 2                | 2                | 1                |
| 211400                                                                                              | 葫芦岛市         | Húlúdǎo Shì      | 10,408.68         | 2,434,194               | 龙港区           | 3                | 1                | 2                |                  |

## 资源物产

### 植物
本省有各种植物161科2200余种，具有经济价值的1300种以上。药用类830多种，如人参、细辛、五味子、党参、天麻等；野果、淀粉酿造类70余种，如山葡萄、猕猴桃、山里红、山梨等；芳香油类89种，如月见草、藿香、薄荷、蔷薇等；油脂类149种，如松子、苍耳等，还有野菜类、染料类、纤维类等。

### 动物
本省动物种类繁多，有两栖、哺乳、爬行、鸟类动物7纲62目210科492属827种。其中有国家一类保护动物6种，二类保护动物68种，三类保护动物107种。具有科学价值和经济意义的动物有白鹳、丹顶鹤、蝮蛇、爪鲵、赤狐、黑熊、海豹、海豚等。鸟类400余种，占全国鸟类种类的31％。

### 矿产
本省矿产资源丰富，大体齐全配套。己探明储量居全国前列的矿种有铁、锰、石油、天然气、油页岩、钼、熔剂灰岩、滑石、菱镁矿、硼矿、金刚石、玉石等，是全国黑色金属、有色金属、化工产品和石油矿产的生产基地。

### 水产品
本省水产品种繁多，共３大类520余种。第一类浮游生物107种，第二类底栖生物280余种，第三类游泳类生物137种。淡水鱼主要有青鱼、鲢鱼、鲤鱼等。可供利用的海洋生物有鱼类117种、虾类20余种、蟹类10余种、贝类20余种。海产品主要有飞蟹、赤甲红、鲅鱼、大黄鱼、小黄鱼、带鱼、蛤、鲍鱼、海参、对虾、海蜇、扇贝、海带等。

### 土特产
- 绥中秋白梨、辽阳冻秋子梨、盖州西瓜、丹东孤山杏梅、盖州苹果、柞蚕丝绸、盖州绒山羊、本溪天女木兰、桓仁白人参、宽甸柱参、山丁子、软枣猕猴桃、大连榛子、大连冰葡萄酒、刺嫩芽、板栗、大扁杏、朝阳山杏仁、丹东杜鹃、大连贝雕画、盘锦河蟹、辽阳软核杏、文蛤、大连鲍鱼、盖州尖把梨、鞍山南果梨、北镇鸭梨、大连湾魁蚶、盖州海蜇、香螺、梭子蟹等

## 人口
截至2022年底，全省常住人口4197万人。其中，城镇人口3064万人，占常住人口的比重为73.00%；乡村人口1133万人，占27.00%。
根据2020年第七次全国人口普查，全省常住人口为42,591,407人。同第六次全国人口普查的43,746,323人相比，十年共减少了1,154,916人，下降2.64%，年平均增长率为-0.27%。其中，男性人口为21,263,529人，占总人口的49.92%；女性人口为21,327,878人，占总人口的50.08%。总人口性别比（以女性为100）为99.7。0－14岁的人口为4,737,939人，占总人口的11.12%；15－59岁的人口为26,899,001人，占总人口的63.16%；60岁及以上的人口为10,954,467人，占总人口的25.72%，其中65岁及以上的人口为7,417,481人，占总人口的17.42%。居住在城镇的人口为30,725,976人，占总人口的72.14%；居住在乡村的人口为11,865,431人，占总人口的27.86%。
2017年，辽宁省有人口4369万人，出生率0.649%，死亡率0.693%，人口自然增长率-0.044%。城镇人口占67.5%，乡村人口占32.5%。近年来，辽宁省面临人口减少、流失的问题。排除移民因素，2012至2016年，人口自然增长率除了2014年正增长外，其它年份均为负数。截至2017年年末，0～15岁（含不满16周岁）人口484.3万人，占常住人口的比重为11.09%；16～59岁（含不满60周岁）人口2886.2万人，占66.06%；60周岁及以上人口998.4万人，占22.85%，其中65周岁及以上人口626.8万人，占14.35%。。
2014年，辽宁省人类发展指数（HDI）为0.798，居中国（大陆）省级行政区第六位。

### 民族
辽宁是一个多民族的省份。遼寧省常住人口中，汉族人口为3,616.96万人，占84.92%；各少数民族人口为642.18万人，占15.08%。在遼寧省人口超过10万的少数民族有：满族（508.6万，是全国满族人口最多的省份）、蒙古族（67.78万）、回族（21.64万）、朝鲜族（22.92万）、和锡伯族（12.76万）。与2010年第六次全国人口普查相比，汉族人口减少933,557人，下降2.52%，占总人口比例增加0.11个百分点；各少数民族人口减少221,359人，下降3.33%，占总人口比例下降0.11个百分点。其中，满族人口减少250,911人，下降4.7%，占总人口比例下降0.26个百分点；蒙古族人口增加19,891人，增长3.02%，占总人口比例增加0.09个百分点；朝鲜族人口减少10,379人，下降4.33%，占总人口比例下降0.01个百分点；回族人口减少29,419人，下降11.97%，占总人口比例下降0.05个百分点；锡伯族人口减少4,870人，下降3.68%，占总人口比例不变。
由于各民族长期生活在一起，形成了大杂居小聚居的特点。早在1950年代就建立的阜新和喀左两个蒙古族自治县，而在改革开放之后又建立了新宾、清原等8个满族自治县。由於歷史原因，遼寧省是全國滿族人的主要聚居區和滿族文化的重要發祥地。
| 民族名称                | 汉族       | 满族      | 蒙古族  | 朝鮮族  | 回族    | 锡伯族  | 苗族   | 土家族 | 侗族  | 壮族  | 其他民族 |
| ----------------------- | ---------- | --------- | ------- | ------- | ------- | ------- | ------ | ------ | ----- | ----- | -------- |
| 人口数                  | 36,169,617 | 5,085,984 | 677,760 | 229,158 | 216,379 | 127,561 | 14,378 | 10,080 | 7,606 | 7,536 | 45,348   |
| 占总人口比例（%）       | 84.92      | 11.94     | 1.59    | 0.54    | 0.51    | 0.30    | 0.03   | 0.02   | 0.02  | 0.02  | 0.11     |
| 占少数民族人口比例（%） | －         | 79.20     | 10.55   | 3.57    | 3.37    | 1.99    | 0.22   | 0.16   | 0.12  | 0.12  | 0.71     |

### 宗教
遼寧宗教（2012）

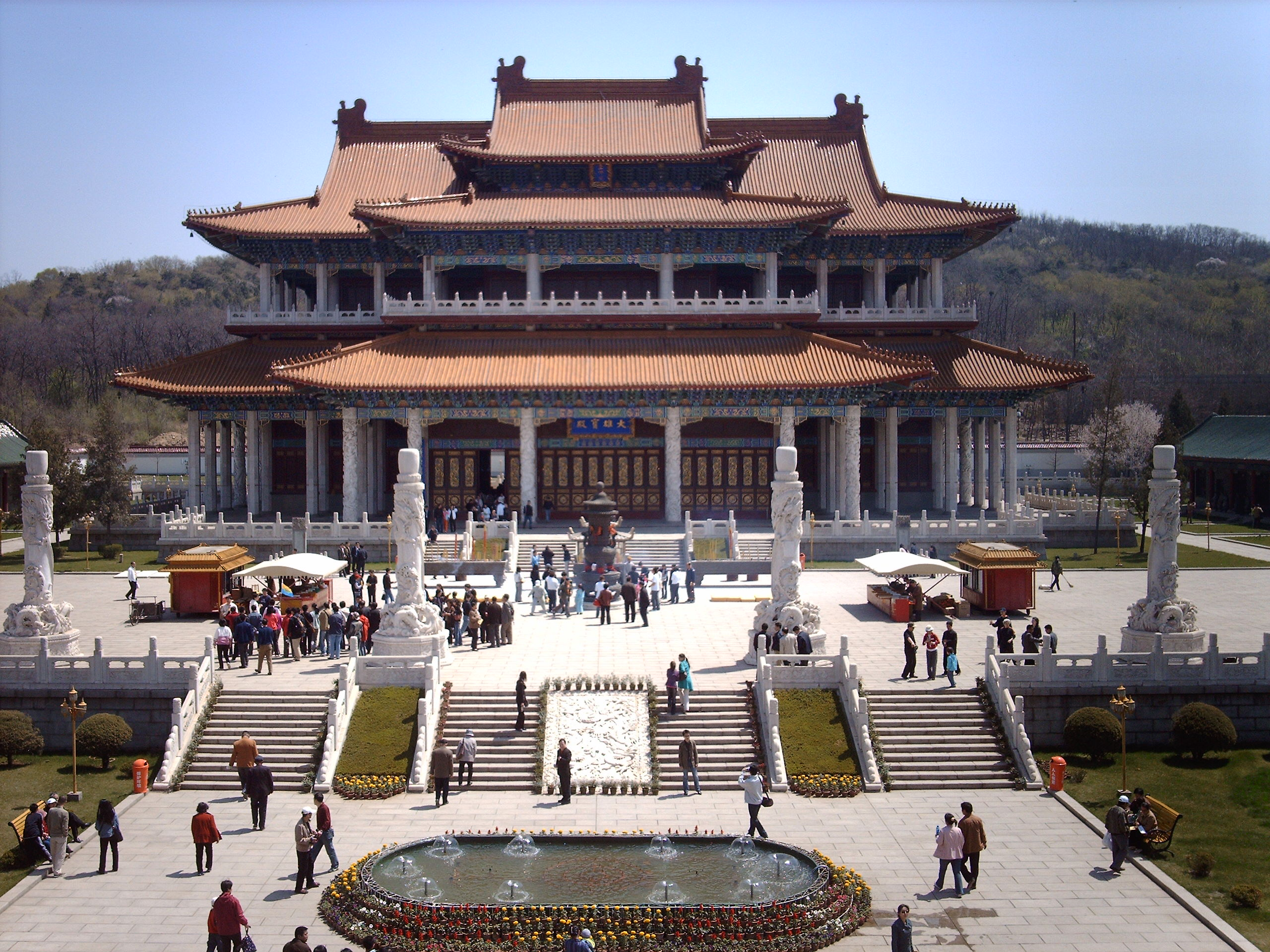
鞍山玉佛宮

根據2012年的一項調查，遼寧只有大約10％的人口屬於有組織的宗教，最大的群體是佛教徒，佔5.5％，其次是新教基督徒佔2.2％，穆斯林占0.6％，公教基督徒佔0.2％。報告沒有提供其他宗教的統計數字；大約90％的人口無宗教或信奉中國民間信仰，佛教，儒教和道教。

## 经济

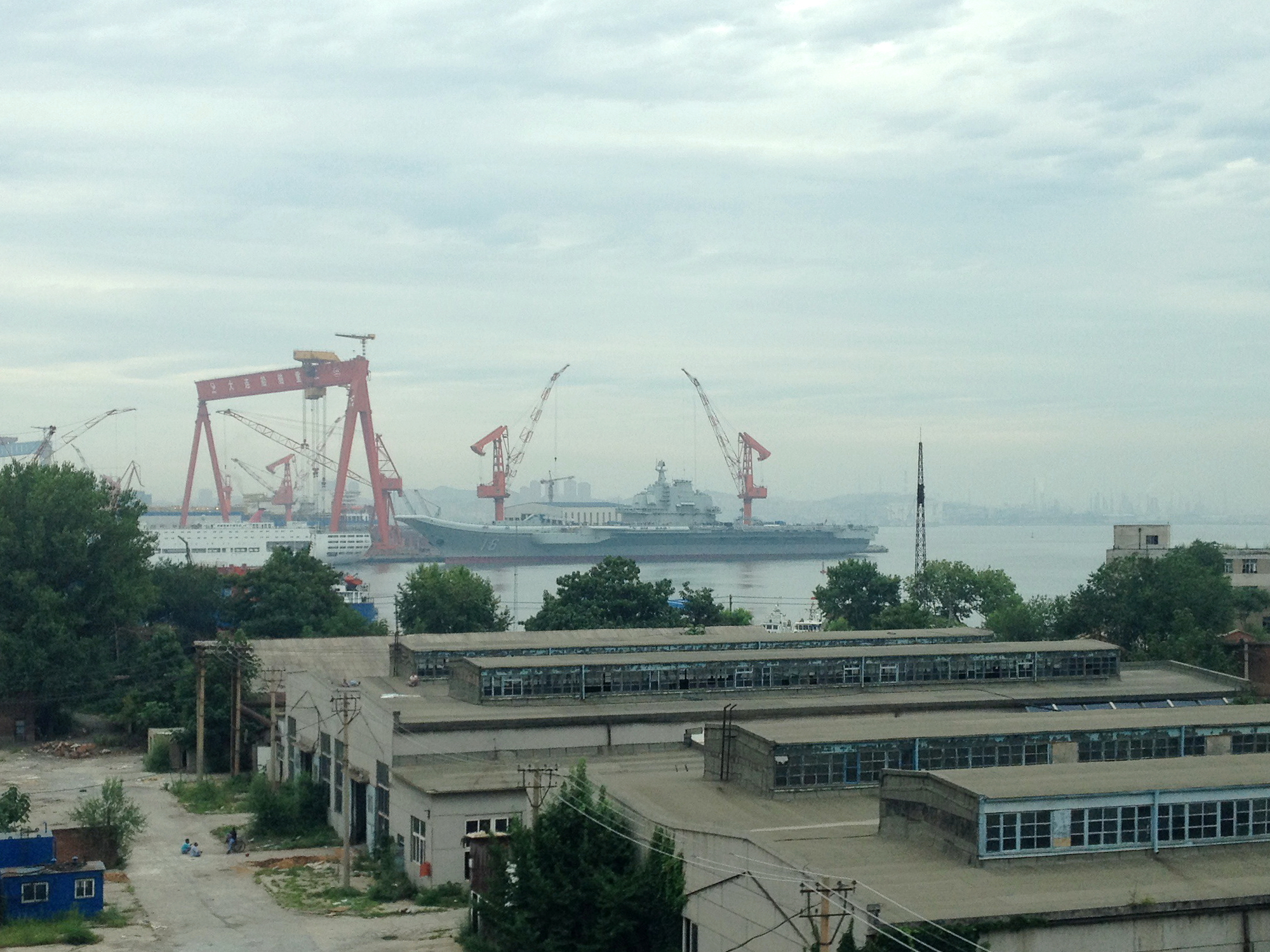
停泊于大连港的辽宁号航空母舰

2017年辽宁省生产总值23942.0亿元，比上年增长4.2%。其中，第一产业增加值2182.1亿元，增长3.6%；第二产业增加值9397.8亿元，增长3.2%；第三产业增加值12362.1亿元，增长5.0%。全年人均地区生产总值54745元，比上年增长4.3%。
辽宁省GDP逐渐衰落，2016甚至成为全国唯一一个出现GDP负增长的省份，不过2018年以来已逐渐恢复。

### 工业
辽宁省工业的发展，开始于19世纪末。 辽宁省中部城市产业带主要有：沈阳的机械、电子、医药、化工、汽车、航空、纺织、轻工、石化，抚顺、阜新的轻工、电力、石化、钢铁，辽阳的化纤，鞍山、本溪的钢铁、建材、纺织，铁岭的电力、煤炭等等。

#### 汽车
1929年5月，中国第一辆国产汽车“民生”牌75型载货汽车于沈阳民生工厂问世。这辆车采用65马力6缸汽油发动机，液压制动，装载量为1816千克，最高时速64千米。除少数重要部件委托国外依图纸代制以外，其余均为自制。

#### 航空
位于沈阳的中航工业沈阳飞机工业集团及其下属的沈阳飞机设计研究所，沈阳飞机工业公司，沈阳航空发动机研究所，沈阳黎明航空发动机公司等是中国航空工业飞机设计和制造的摇篮。

#### 钢铁
本省素有「钢铁大省」之称，省内既有鞍钢、本钢等钢铁大厂，又有遍地开花的中小钢厂。2004年9月东北三家企业跨地域重组，东北特钢集团正式挂牌成立。

### 农业
辽宁是一个农业强省，农业生产力发展水平在中国居领先地位。进入21世纪，辽宁农业继续有所发展。2004年粮食总产量达1720万吨，成为历史上仅次于1998年(1828.9万吨)的第二个丰收年。

## 交通
辽宁省交通十分发达，已经形成了以铁路为骨干，港口为门户，公路四通八达，民航、海上、内河相配套的综合交通网。

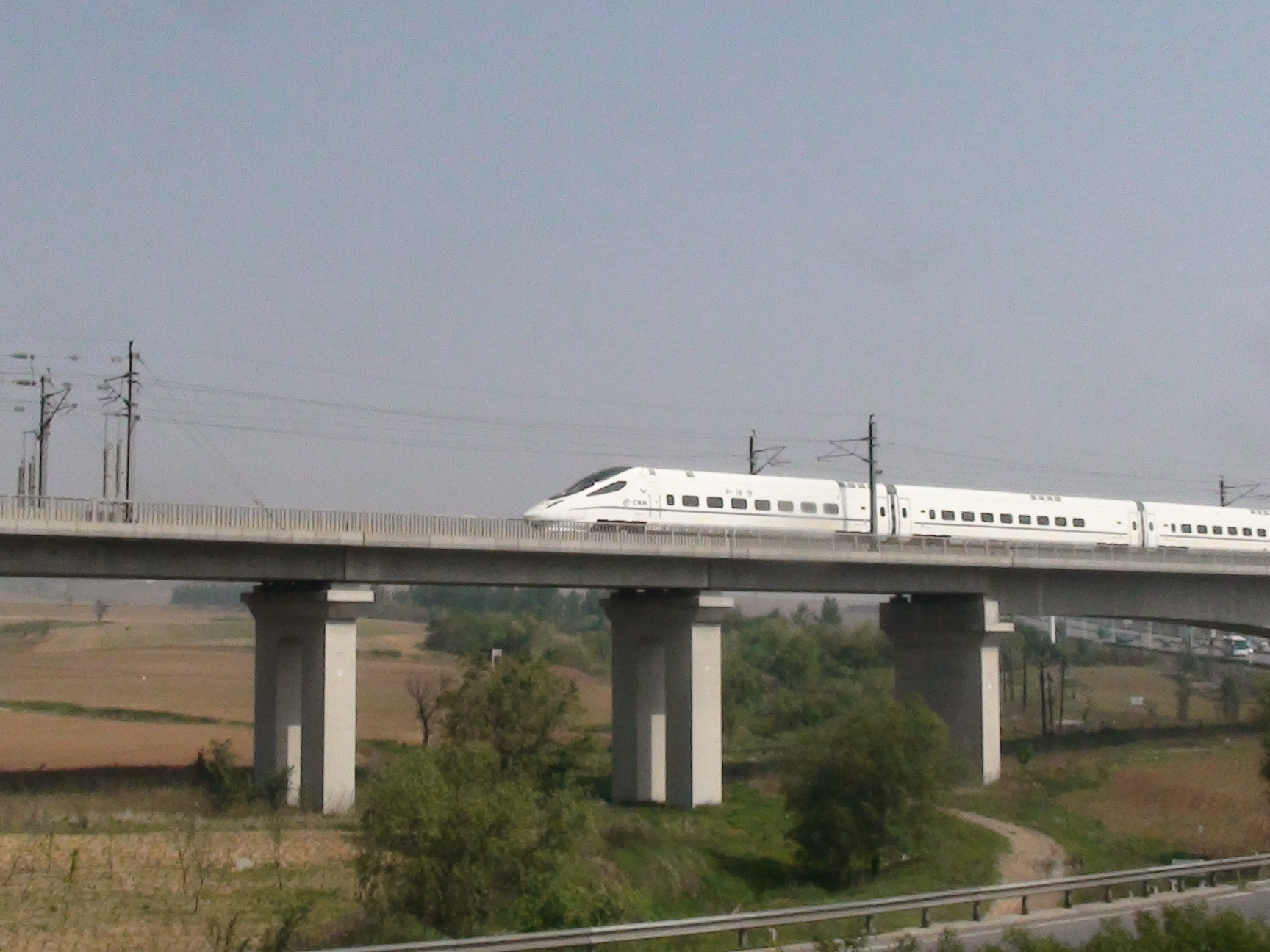
秦沈客运专线

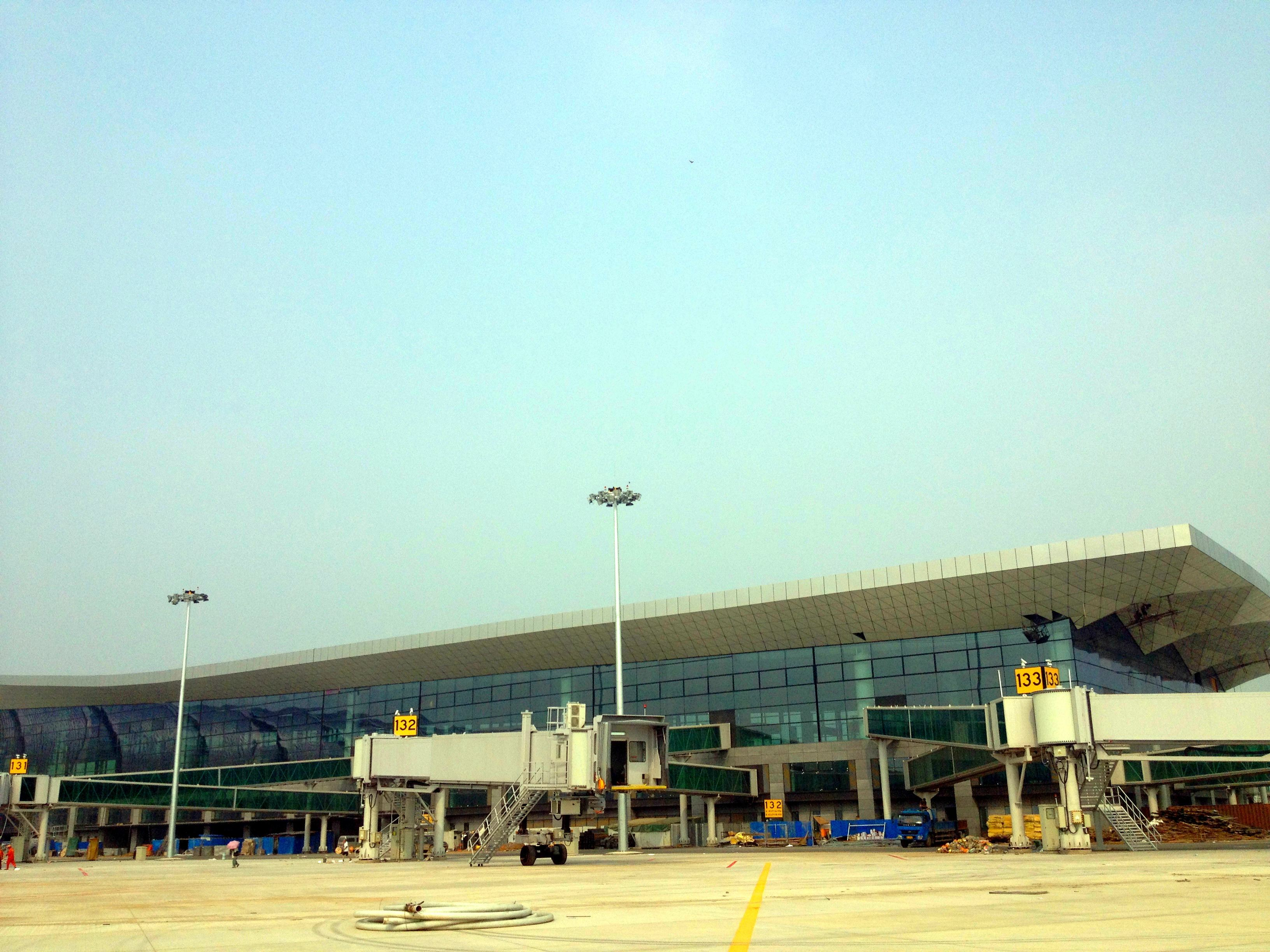
瀋陽桃仙國際機場

### 铁路
铁路密度位居全国首位，有沈大、沈山、沈丹、沈吉、锦承、魏塔、大郑等铁路干、支线57条，以沈阳、锦州为枢纽向四周辐射。2003年开通中国大陆地区第一条高速铁路秦沈客运专线，2012年12月开通哈大客运专线，2013年开通盘营客运专线，2015年开通沈丹客运专线和丹大城际铁路，2018年开通新通客运专线，2021年开通京沈客运专线和朝凌高速铁路，至此，每个地级市都至少有一条高铁通过。

### 航空
- 沈阳桃仙国际机场（SHE），国家一级干线机场
- 大连周水子国际机场（DLC），国家一级民用国际机场
- 鞍山腾鳌机场（AOG），军民合用机场，辽宁支线机场
- 丹东浪头机场（DDG）
- 锦州小岭子机场（JNZ）
- 朝阳机场（CHG）
- 营口机场（YKH）民用机场

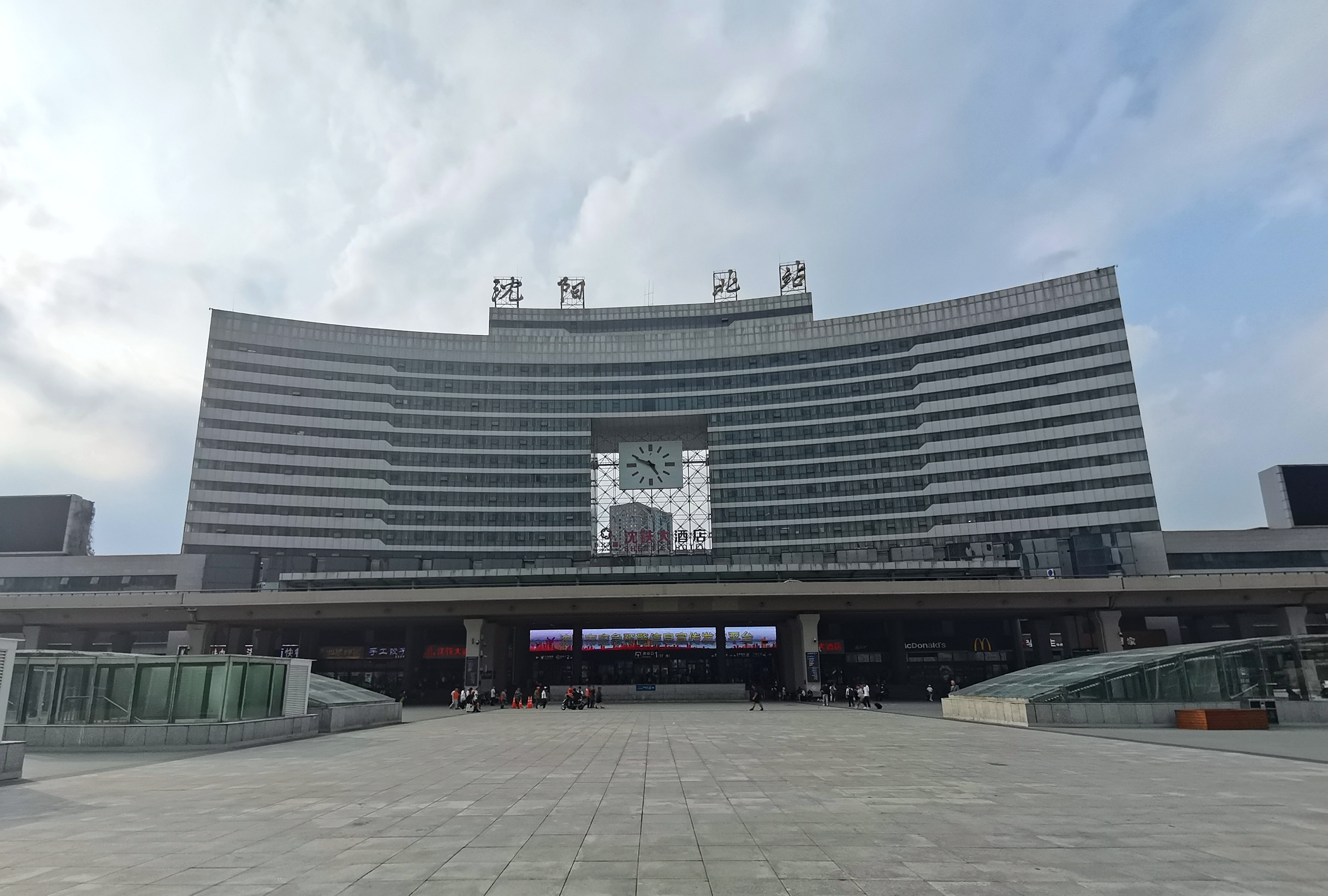
沈阳北站

另外有沈阳东塔机场、沈阳于洪全胜机场、沈阳新民农用机场、沈阳苏家屯红宝山机场、沈阳辽中机场、大连长海大长山岛机场等。

### 公路
沈大高速公路北起沈阳，南至大连，是全国第一条高速公路，2004年全线升级，成为国内第一条双向八车道高速公路。全线依次贯穿沈阳、辽阳、鞍山、营口、大连五个工业大中城市，沟通大连港、营口港和鲅鱼圈港，是辽宁地区重要的运输动脉。沈丹高速公路北起沈阳，南至丹东，全长222公里。

### 水运
主要港口有大连、营口、丹东、庄河、锦州、旅顺羊头洼，国家级有大连港、营口港（均位列全国十大港口）。

## 文化

### 曲艺戏剧
- 京剧

颇具水平的有沈阳京剧院和大连京剧院，前者是国家十大重点京剧院团之一。
“南麒北马关外唐”，沈阳唐派是京剧的重要流派。
- 评剧

评剧在流传过程中产生了一大批表演艺术家和众多的表演流派，其中有3大流派韩、花、筱，都出自辽宁沈阳，评剧表演艺术家韩少云创立了韩派、花淑兰创立了花派、筱俊亭创立了筱派。
- 相声

在中国相声地图上，沈阳的位置仅次于北京及天津。於1970至1980年代，王志涛和杨振华在全国颇具影响。2006年的央视相声大赛上，沈阳的常佩业、贾承博又一举夺魁。
- 辽南戏

- 二人转

辽宁省是二人转流传和发展的中心之一。知名演员有赵本山、潘长江等。
- 评书

知名评书演员有袁阔成、刘兰芳、田连元和单田芳等。
- 小品

在每年的央视春晚上，有大批来自或成名于本省的演员，如赵本山，黄宏，巩汉林，潘长江，范伟，黄晓娟等。
- 辽宁人民艺术剧院原名东北人民艺术剧院，於1951年10月2日于沈阳成立，先后上演过180余个剧目。

### 音乐
- 辽宁歌剧院、辽宁交响乐团
- 沈阳爱乐乐团
- 辽宁民族乐团，本省唯一的民族音乐专业表演团体。
- 大连爱乐乐团

### 舞蹈
- 辽宁芭蕾舞团成立于1980年，是当时中国三大芭蕾舞团（中央、上海、辽宁）之一。

### 饮食
- 经过长时期酝酿形成的辽菜，经过全国各大菜系的特别是鲁菜不断影响。辽宁菜取材于邻近地区的山珍野味，烹饪技法则以扒著称，以煎、炒、烹见长。

### 工艺品
- 岫岩玉石、阜新玛瑙等

### 方言
辽宁方言分成胶辽官话、北京官话和东北官话三个区。

### 民风民俗
- 大秧歌，是明清时在继承唐代以来东北大秧歌传统特色而形成的地方乡土艺术。开始时，是少数民间闲散艺人在街头表演的谋生手段，逐渐变成了节庆或庙会期间的娱乐活动。
- 婚俗:"三天回酒当天走，七天回酒住一宿"，新娘子拜完天地后，在要进房门的时候，由两个几辈老人都健在的所谓"全科"人或漂亮的小姑娘或媳妇在一左一右递来两个盛酒的酒壶，这叫"宝贝壶 "，新娘子接了必须把它放在新房的窗台上，婚后把它带回娘家去，叫"回酒"。婚后三天的回酒，不能在娘家住，必须当天回婆家，过七天的回酒，可以在娘家宿上一夜。
- 一般满族婚娶旧俗，子女成年，男女方父母首先要给儿女对照八字，如若合婚，双方父母才能由媒人带领"相看"，也叫"相亲"，俗称"看门户"。如双方相看中意才能定婚。

### 其他
中國首艘航空母艦以遼寧省為名──遼寧號航空母艦。

## 媒体

### 报纸
清末沙俄在旅顺创办俄文报纸《新边疆报》，是为东北地区第一张近代报刊。日本人也相继出版《营口新闻》《满洲日报》等日文报纸。日俄战争沙俄战败后，日本又创立了《辽东新报》《盛京时报》《泰东日报》等日文、中文报纸。1905年，时任盛京将军赵尔巽在奉天筹划创办了东北地区最早的由中国人创办的中文报纸《东三省公报》，后改名为《东三省日报》。此后中国人又在营口、奉天等地创办《营商日报》《亚东报》《醒时白话报》等报纸。中华民国初期及北洋政府时期，《奉天公报》《大中公报》《东北商工日报》《新民晚报》等中国人创办的报纸相继在今辽宁地区出现。满洲国时期，当局把满洲国全境划为19个省，实行“一地一报”的办法，进行新闻统制，控制舆论，当时的奉天省仅剩下《盛京时报》一家报纸，后又改为《康德新闻》奉天版。1945年后，中国共产党在沈阳创办《东北日报》，又在今辽宁地区创办《安东日报》《胜利报》等报纸；中国国民党当局则在沈阳出版《中苏日报》《和平日报》《中央日报》沈阳版等报纸。1948年11月，《东北日报》作为中共中央东北局机关报迁回沈阳，辽东、辽西两省省委分别创办《辽东大众》和《辽西日报》作为机关报。1954年，东北大区撤销，辽东辽西二省合并为辽宁省，《东北日报》停刊，中共辽宁省委机关报《辽宁日报》创刊。此后，各地市都创办了当地的中共党委机关报。改革开放后，《沈阳晚报》《大连晚报》《辽沈晚报》《半岛晨报》《华商晨报》《时代商报》《沈阳今报》等都市报以及《球报》等专业报纸相继出现。现存主要报纸有：
- 辽宁报刊传媒集团（辽宁日报社）：辽宁日报、辽沈晚报、半岛晨报、辽宁法治报、辽宁朝鲜文报、辽宁老年报、友报、幸福老人报
- 沈阳日报报业集团：沈阳日报、沈阳晚报、地铁第一时间、晚晴报
- 大连新闻传媒集团：大连日报、大连晚报、老友时代报
- 其他：各地市党报、千山晚报、抚顺晚报、本溪晚报、鸭绿江晚报、锦州晚报、阜新晚报、辽河晚报、燕都晨报、葫芦岛晚报等

### 广播电视
辽宁是中国广播电视事业起步较早的地区。1925年，日本当局在关东州设立的大连放送局开始播音，是为中国东北地区最早的广播电台。1928年，奉系创办的中国第四家官办电台奉天广播无线电台开播，是当时中国境内发射功率最大且最早采用水冷广播技术的广播电台。满洲事变后，日本全面控制并整合东北地区的广播及通信网络，在今辽宁省境内设立了满洲电信电话株式会社奉天、大连两座中央放送局及安东、锦县、营口三座放送局。1945年日本战败后，原满洲电电各放送局停播，沈阳广播电台、关东广播电台等相继成立。1948年12月，东北新华广播电台迁往沈阳，后于1950年在沈阳成立东北人民广播电台。1954年随着东北大区的撤销和辽东、辽西、沈阳、旅大、鞍山、抚顺、本溪二省五市合并为辽宁省，东北人民广播电台撤销，在此基础上成立了辽宁人民广播电台。此后全省各地市及区县的广播电台相继成立。1959年，沈阳电视台开播，是全中国最早的五家电视台之一，后改为辽宁电视台。1974年，大连电视台开播。1979年，沈阳电视台开播。此后全省各地市及区县的电视台相继成立。2010年，辽宁人民广播电台、辽宁电视台和辽宁教育电视台合并组建为辽宁广播电视台。2018年，原辽宁广播电视台又和其他单位合并组建辽宁广播电视集团（台）。
- 辽宁广播电视台：综合频道（辽宁卫视）、都市频道、影视剧频道、生活频道、体育频道、教育·青少频道、北方频道、宜佳购物频道、综合广播（辽宁之声）、经济广播、经典音乐广播、交通广播、乡村广播、资讯广播
- 沈阳广播电视台：新闻综合频道、经济频道、公共频道、新闻广播、生活广播、音乐广播、都市广播
- 大连广播电视台：新闻综合广播、生活频道、文体频道、综合影视频道、少儿频道、购物频道、新闻广播、财经广播、体育广播、交通广播、少儿广播、都市之声、新城乡广播

## 旅游

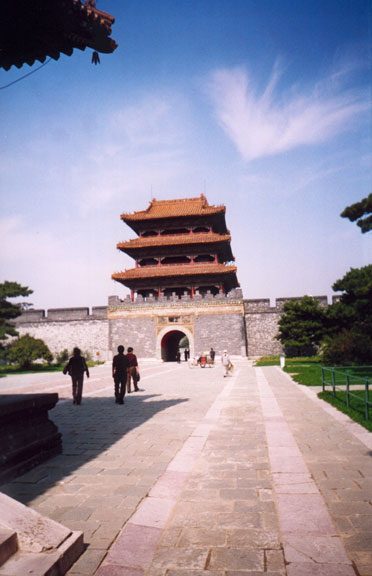
清昭陵

全省共有9处国家重点风景名胜区、2处国家历史文化名城、35处全国重点文物保护单位
- 国家重点风景名胜区：千山、鸭绿江、金石滩、兴城海滨、大连海滨—旅顺口、凤凰山、本溪水洞、青山沟、医巫闾山、红海滩、苇海、望儿山、仙人岛、大青山、赤山、团山国家级海洋公园

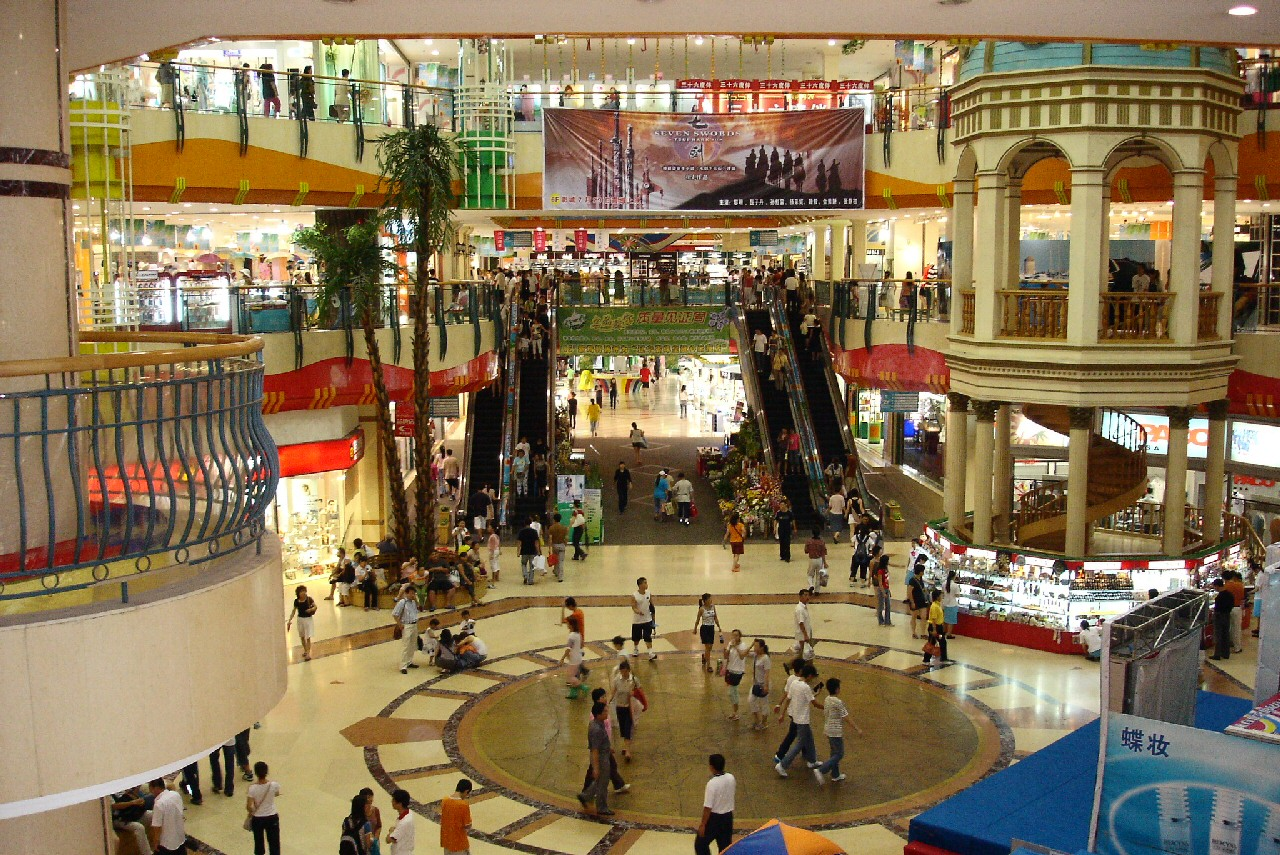
大连市内一豪华的购物中心

- 国家历史文化名城：沈阳、辽阳
- 世界文化遗产：清沈阳故宫及盛京三陵

### 著名建筑
瀋陽故宮、福陵（东陵）、昭陵（北陵）、興城古城

### 重点景区
- 沈阳
  - 沈阳故宫：中国目前仅存最完整的两大古代宫殿建筑群之一，里面藏有大量明清时期的珍贵文物。
    - 大政殿：大政殿俗称八角殿，始建于1625年，是清太祖努尔哈赤营建的重要宫殿，是盛京皇宫内最庄严最神圣的地方。初称大衙门，1636年定名笃恭殿，后改大政殿。

  - 张氏帅府博物馆：迄今东北地区保存最为完好的名人故居。
  - 北陵：沈阳市最大的公园，中部坐落着皇太极与孝端文皇后的陵墓。
  - 九·一八历史博物馆：为纪念震惊中外的九一八事变而建。
  - 沈阳世博园
  - 棋盘山
  - 沈阳天主教堂
  - 东陵
  - 辽宁博物馆
  - 中街：中国第一条步行商业街
  - 太原街商圈
  - 中国工业博物馆

- 大连
  - 星海广场：亚洲最大的城市广场，大连地标，可欣赏到巨型华表（已拆除）、音乐喷泉和各式雕塑。
  - 发现王国主题公园：东北地区第二大主题公园，有20多种高水平游艺项目。
  - 大连有轨电车：已拥有百年历史，至今仍被使用，纯木质的内饰很有年代感。

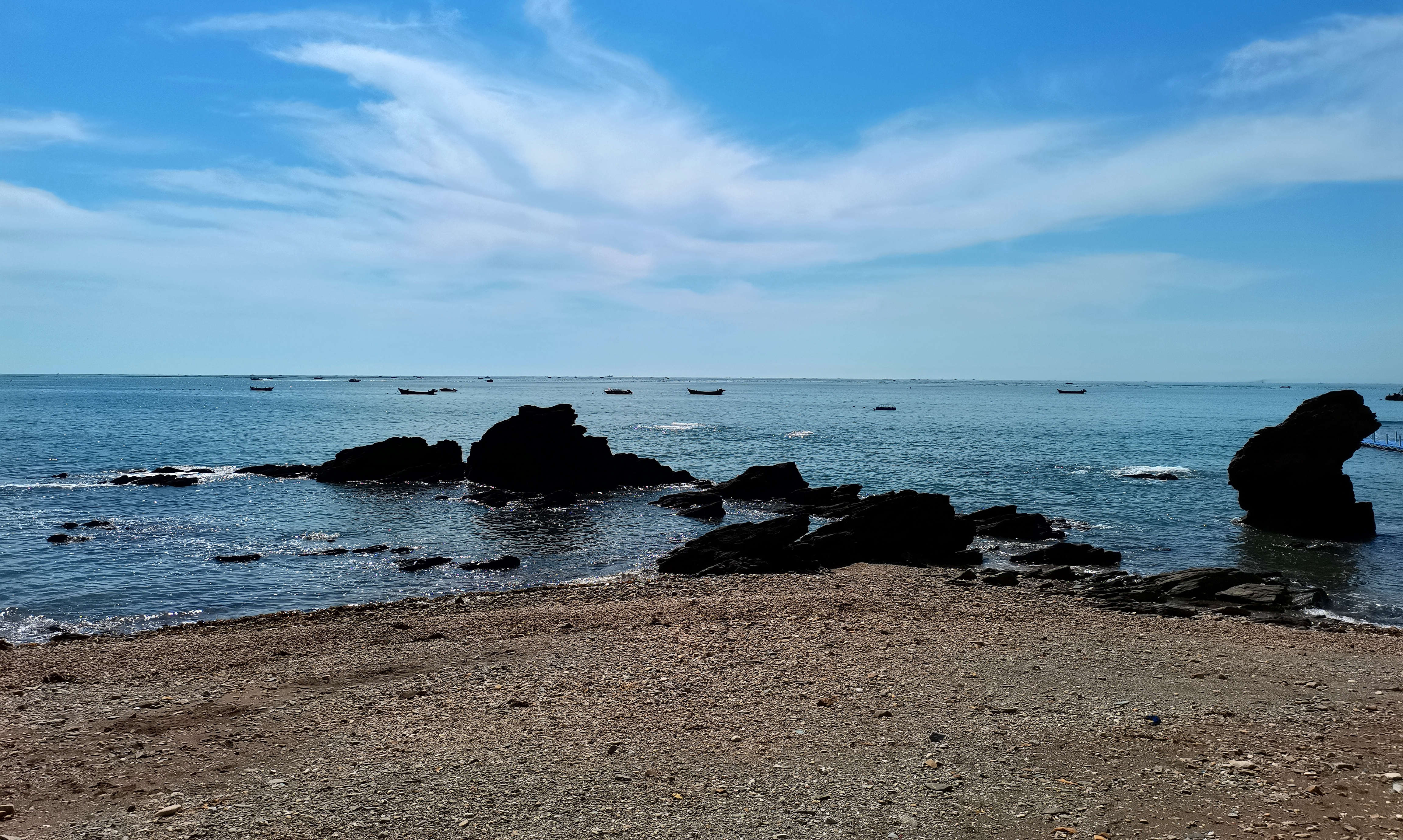
大连金石滩

  - 大连金石滩金石滩国家旅游度假区
  - 老虎滩海洋公园
  - 棒棰岛

- 丹东
  - 凤凰山
  - 鸭绿江断桥
  - 虎山长城
  - 青山沟：被联合国评选为世界最清澈的地区。
  - 天华山：秋季辽宁赏枫最美的地方。
  - 蒲石河森林公园

- 本溪
  - 本溪水洞景区：国家5A级景区
  - 关门山景区

- 盘锦：红海滩

- 鞍山
  - 千山：东北明珠，国家5A级景区

- 阜新：海棠山、瑞应寺

## 社会

### 教育

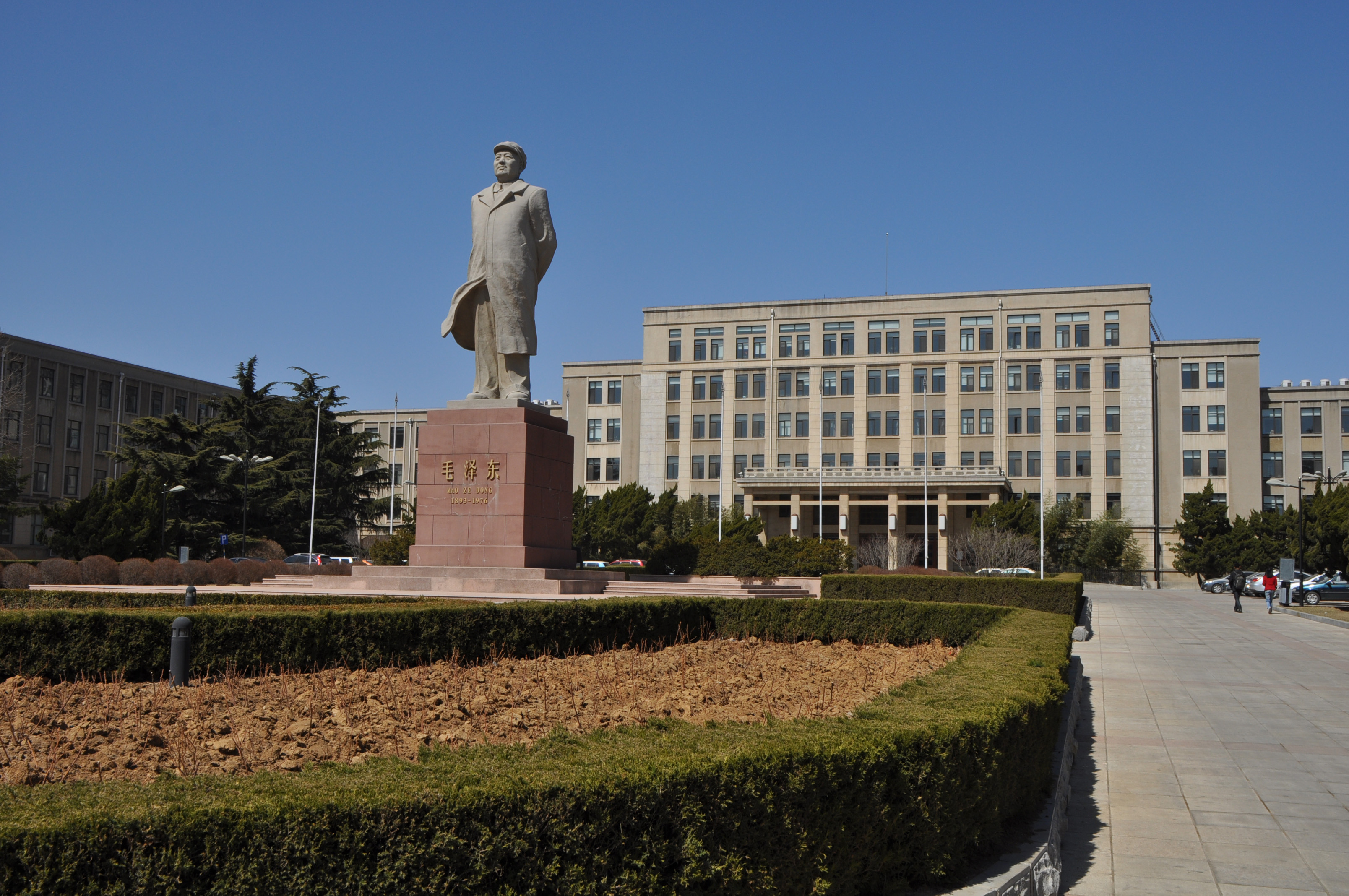
大连理工大学

辽宁省2013年全年九年义务教育按时完成率95.5%。高等教育毛入学率48.4%，高中阶段教育毛入学率98%，初中毕业生升学率 94.9%。全年幼儿园在园幼儿85.6万人。普通小学招生35万人，在校生204.4万人，毕业生36.5万人。初中学校招生35.8万人，在校生105.7万人，毕业生38.7万人。普通高中招生22.3万人，在校生68.1万人，毕业生23.2万人。普通本专科招生28.2万人，在校生96.8万人，毕业生24.1万人。研究生培养单位招生3.3万人，在校生9.3万人，毕业生2.9万人。
辽宁省的主要高等学校有：东北大学、大连理工大学、辽宁大学、大连海事大学、中国医科大学、东北财经大学、辽宁石油化工大学、沈阳药科大学、辽宁师范大学、大连民族大学、中国刑事警察学院、沈阳音乐学院、鲁迅美术学院、辽宁工程技术大学等。

### 体育

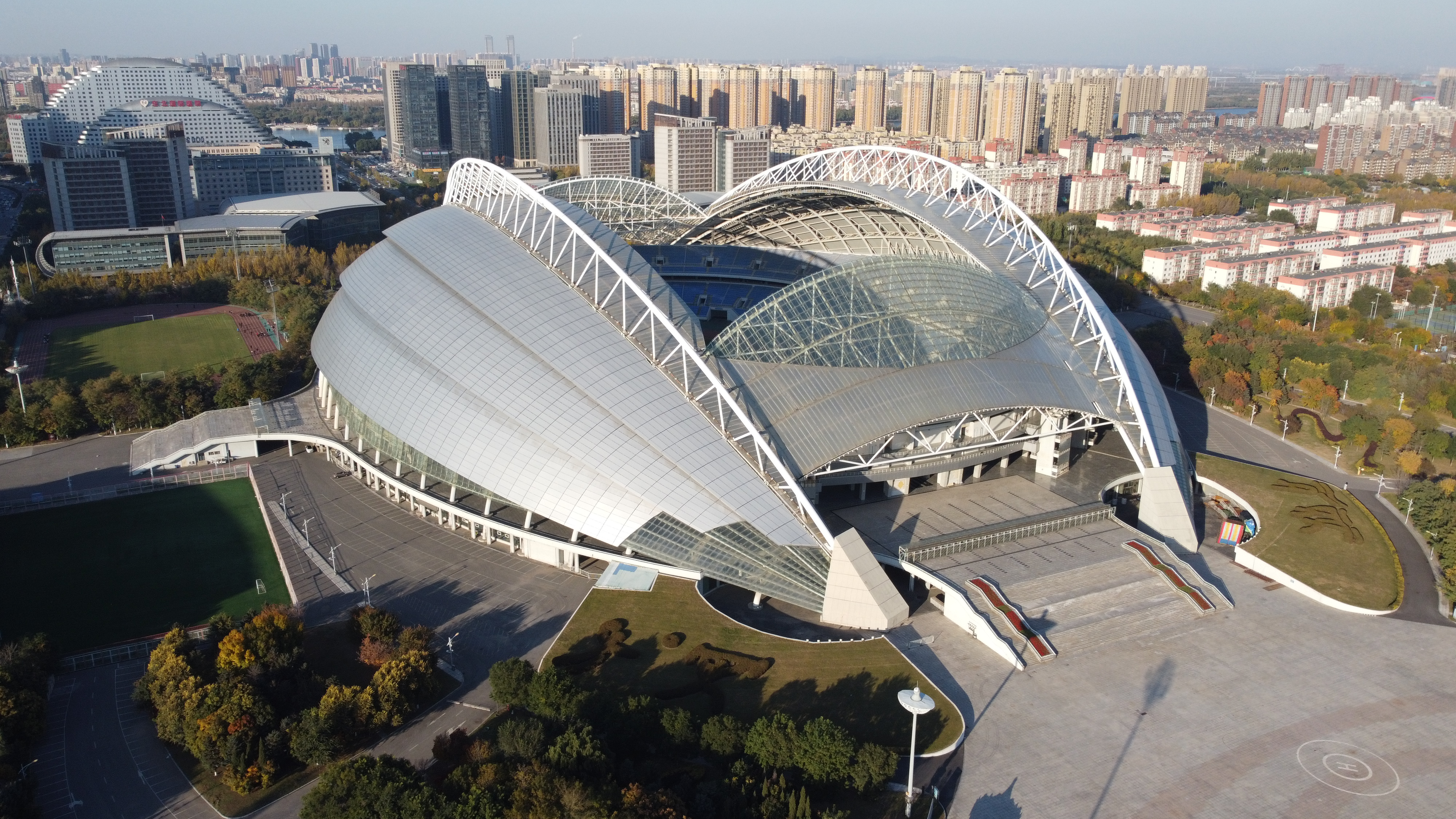
沈阳奥林匹克体育中心是中华人民共和国第十二届全国运动会的主场馆

职业队:
- 足球
  - 中超联赛：大连英博
  - 中甲联赛：辽宁铁人
  - 女甲联赛：大连队
- 篮球
  - CBA：辽宁本钢
- 排球
  - 男排超级联赛 ：辽宁鸭绿江晚报
  - 女排超级联赛 ：辽宁华君

## 政治

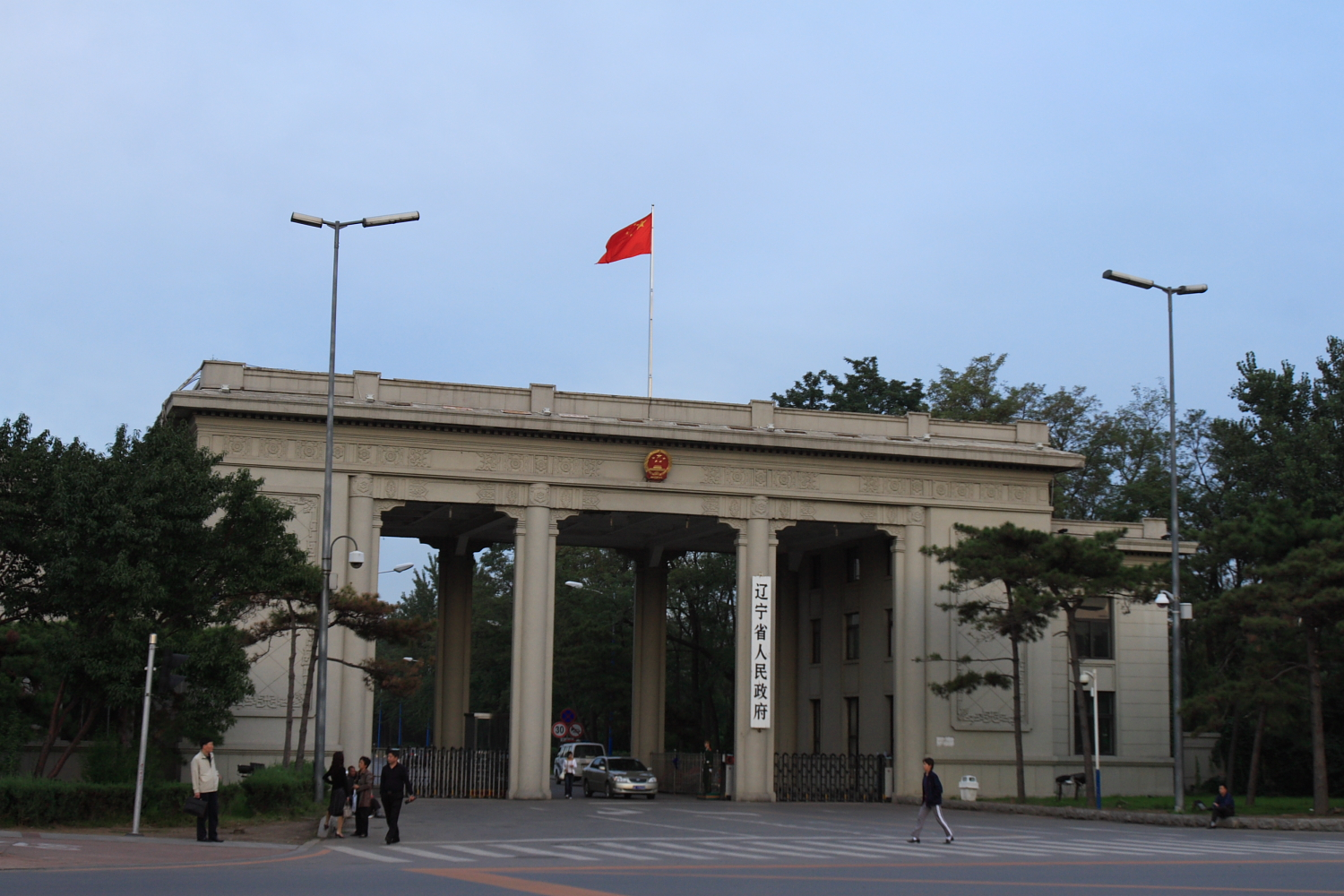
辽宁省人民政府

| 机构     | · 中国共产党 · 辽宁省委员会 | 辽宁省人民代表大会 常务委员会 | 辽宁省 人民政府      | · 中国人民政治协商会议 · 辽宁省委员会 |
| 职务     | 书记                        | 主任                          | 省长                 | 主席                                  |
| -------- | --------------------------- | ----------------------------- | -------------------- | ------------------------------------- |
| 姓名     | 郝鹏                        | 郝鹏                          | 王新伟               | 周波                                  |
| 民族     | 汉族                        | 汉族                          | 汉族                 | 汉族                                  |
| 籍贯     | 陕西省凤翔县                | 陕西省凤翔县                  | 河南省宝丰县         | 上海市                                |
| 出生日期 | 1960年7月（65歲）           | 1960年7月（65歲）             | 1967年8月（57—58歲） | 1962年6月（63歲）                     |
| 就任日期 | 2022年11月                  | 2023年1月                     | 2025年3月            | 2021年1月                             |